# Clásico vallecaucano
El Clásico Vallecaucano, también conocido como «Clásico Caleño» o «Clásico de Occidente», es la denominación que recibe popularmente el encuentro de fútbol que enfrenta a los dos clubes más populares y tradicionales de la ciudad de Santiago de Cali, Colombia: América de Cali y el Deportivo Cali. Es el derbi regional más antiguo de Colombia, habiéndose disputado el primero en 1931.
En el mismo sentido, se destaca en Colombia por ser una de las rivalidades regionales más reñidas en cuanto a estadísticas se refiere, habiéndose disputado, a la fecha, 308 encuentros en la Categoría Primera A, resultando ganador el Deportivo Cali en 111 ocasiones frente a las 100 veces que ha logrado ganar su rival, el América de Cali, teniendo en cuenta que otros derbis importantes del país, como el Clásico Bogotano o el Clásico Antioqueño, tienen como máximos triunfadores a Millonarios de Bogotá y a Atlético Nacional, respectivamente, con una diferencia mucho mayor sobre sus rivales. Fue declarado por la revista World Soccer Magazine como el 35.º clásico más importante del mundo (El 9.º de Suramérica y único colombiano de una lista de 50 clásicos). La revista deportiva FourFourTwo lo destaca como el 40° clásico más importante del mundo entre una lista de 50 (Único colombiano en la lista). Además la FIFA lo ha reseñado como uno de los clásicos más importantes del mundo
Es además uno de los clásicos más disputados en instancias definitivas del Torneo Colombiano y la Copa Libertadores.

## Historia
La primera referencia que se tiene del clásico es la final de un torneo departamental en 1931, en la que The Cali Football Club, anterior nombre del actual Deportivo Cali, venció por 1 a 0 al América. Dicho partido estuvo marcado por la polémica, puesto que el árbitro del encuentro determinó invalidar 2 goles convertidos por el América por supuestos fuera de lugar, lo que le costó al América el triunfo y la pérdida del título, que se quedó en manos del Cali F.C. Como protesta ante lo que consideró un cobro injusto, el América publicó unos volantes en contra del arbitraje, lo que provocó que el club fuese suspendido por la federación de toda competición regional durante un año. A fin de mantener la actividad futbolística, los directivos del América decidieron emprender una gira a lo largo del país, siendo el primer club colombiano en realizarla.
En 1947 con un fútbol cada vez más popular en todo el país se disputaron los primeros clásicos previos al profesionalismo el primero disputado en 31 de agosto se saldo con empate a 1 el segundo clásico se disputó el 14 de diciembre con nueva paridad esta vez a 3 goles.
El primer clásico del profesionalismo se disputó el 26 de septiembre de 1948 y lo ganó el Deportivo Cali por 4 tantos a 3. y el segundo América por 1-0 el 5 de diciembre del mismo año. el 7 de mayo de 1950 el Deportivo Cali lograría una amplia victoria por 5 - 2 con una destacada actuación de Camilo Cervino y Valeriano López en la temporada siguiente el 8 de abril de 1951 el cuadro "verdiblanco" obtendría su victoria más amplia (en cuanto al margen de goles) frente a los "escarlatas" por score de 5 - 1 siendo el jugador más destacado el argentino Fernando Walter quien puso dos asistencias y anotó por duplicado al guardameta peruano al servicio de América Rigoberto Felandro.
Para el campeonato de 1953 América se retiró voluntariamente de la Dimayor, La ausencia ‘oficial’ de América duró 10 meses, pues el domingo 8 de noviembre de ese año, reapareció en el ‘Pascual Guerrero’ frente a Deportivo Cali. El partido ‘clásico’ del Valle terminó con triunfo caleño 1-0, gol del gaucho Ruby Orlando Cerioni a los 43 minutos del tiempo inicial. El reporte preiodistico de la época resalta que los jugadores americanos pese a la derrota fueron llevados en hombros por sus fanáticos que celebraban el regreso del equipo rojo. La temporada siguiente Los Diablos Rojos se mudaron a Palmira y por primera vez en el profesionalismo se disputó el Derbi en un estadio distinto al Pascual Guerrero imponiéndose América 2-1 ante el clásico rival.
En 1955 el Deportivo Cali se retiró del torneo colombiano, por tal razón América restableció una vieja rivalidad con el otro club de Cali, el Boca Juniors. Sin embargo, el hecho de que en 1958 el cuadro boquense desapareciera del fútbol profesional colombiano, además del retorno del Deportivo Cali, reactivó la rivalidad entre rojos y verdes, volviéndose a disputar el clásico en 1959, el cual finalizó con victoria del Deportivo Cali por 4 a 1. En 1960 América fue subcampeón nacional y al año siguiente el jueves 29 de junio de 1961 América derrota por anotación de 5-0 al Deportivo Cali, el resultado con el margen más amplio de anotaciones entre ambos rivales, aquella histórica goleada el equipo escarlata era dirigido por el maestro Adolfo Pedernera las anotaciones fueron obra del colombiano Carlos Paz, del paraguayo Máximo Rolón (en dos ocasiones) y de los argentinos Manuel Blanco y Camilo Rodolfo Cervino.
Durante más de 20 años, Deportivo Cali fue el gran protagonista del fútbol colombiano, ganando durante ese período los títulos de 1965, 1967, 1969, 1970 y 1974, por el contrario América estuvo rezagado de los puestos de privilegio. No obstante lo anterior, el clásico generaba gran expectación en la ciudad. En 1969 ambos clubes dominaron gran parte del torneo nacional, hecho que motivó el crecimiento de la rivalidad. En la final el Deportivo Cali ganó el primer partido 3 a 2, mientras que el segundo quedó empatado 2 a 2, de este modo el verde se alzó con el título y el rojo consiguió el segundo subcampeonato de su historia.
Pasaron 10 años para que ambas escuadras se encontraran nuevamente en instancias definitivas del campeonato primero en 1978 América obtuvo el primer lugar del Torneo Finalización frente a su clásico rival con un apretado 2-1, este fue el primer título de una fase del certamen para los diablos rojos. En 1979 ambos equipos disputaron por primera vez la serie final por el primer lugar del torneo Apertura finalmente y tras dos empates, el Deportivo Cali obtuvo el primer torneo de aquel año. Sin embargo, esa misma temporada América se consagra obtiene su primer título profesional mientras el Deportivo Cali por primera vez no accedería a las rondas finales.
Durante la década de los 80 el América fue el amplio dominador de los torneos nacionales, en esta década el clásico alcanzaría su máximo esplendor convirtiéndose en un duelo tradicional de finales de campeonato y Copa Libertadores, en el campeonato de 1980 se enfrentarían hasta 8 veces incluyendo la disputa de los cuadrangulares semifinales y el cuadrangular final Deportivo Cali sería subcampeón de temporada y América remataría tercero, en 1982 se repite la historia de 1979 terminan empatados en el primer lugar de la fase regular del Apertura, lo que obliga a una serie extra. El primer partido se realiza en Bogotá con empate a dos goles y en Cali vence el cuadro rojo (2-1) con anotaciones de Roque Alfaro y Humberto Sierra para conseguir "los diablos rojos" el primer lugar del Apertura. Se verían de nuevo las caras en el Octagonal Final de la temporada donde América obtendría su segunda estrella y se reencontrarían en la misma instancia la temporada 1983 saldando otro título para América.
Pese a lo anterior y los reiterados enfrentamientos en instancias finales la temporada 1985 es sin dudas una de las más importantes para el clásico nuevamente definirían la bonificación del primer semestre favorable al América 3-2 con repartición de (0.50) para los escarlatas y (0.25) a los verdiblancos en el finalización acabarían primero América y segundo Cali ahora con 1.00 y 0.75 respectivamente, los puntos de bonificación obtenidos a lo largo de la temporada terminarían definiendo el título a favor de América que aunque hizo los mismos puntos que su rival en el octagonal obtuvo el campeonato por los bonos de temporada. En la siguiente temporada compartirían grupo en Copa Libertadores donde ambos equipos dominarían el grupo pero los escarlatas avanzarían gracias a su victoria por la mínima ante el Deportivo, el título de temporada sería nuevamente rojo coronando el 17 de diciembre de 1986 un hito histórico para el fútbol colombiano los escarlatas obtenían el Pentacampeonato contra su clásico rival por marcador de 3-1. en 1987 de nuevo se enfrentan en Copa los clásicos habían saldado con victorias (1-0) para América y (2-1) para Cali tras el empate en puntos (8) en la cima del grupo se recurrió a una serie Extra de desempate toda una final disputada a partido único en el Pascual, tras 120 minutos de igualdad se recurrió a la definición por penales que favoreció al América (4-2) logrando pase a la semifinal.
La década siguiente fue una época de gran relevancia para el clásico y especialmente para el América ya que en 1992,  se corona campeón en el último partido del año derrotando al Cali y dejando segundo a su otro gran rival, el Atlético Nacional. Luego de esto en 1996 el Cali volvería a quedar campeón después de 22 años empatando en la última fecha con América y dando la sexta vuelta olímpica de su historia ante su tradicional rival. Los azucareros llegaban al último encuentro ante América con la clara posibilidad de bordar una nueva estrella en el escudo luego de empatar con Nacional en Medellín 1-1, vencer en Cali a América (2-1), Millonarios (4-1) y Nacional (3-1). Los verdiblancos únicamente habían perdido su encuentro ante Millonarios en Bogotá por 3-1, lo que mantenía vivas las esperanzas del cuadro capitalino de coronarse campeón luego de 8 años sin lograrlo. Al clásico entre caleños 201 asistieron 45.199 almas, en su mayoría seguidores del Deportivo Cali, que dejaron una recaudación de 319'728.750 COP$ para los escarlatas, que oficiaban de locales. El encuentro comenzó a las 11 de la mañana. América dirigido por el exjugador verdiblanco Edison Umaña, amenazó varias veces con anotar, pero el portero caleño, Miguel Calero, evitó la caída de su pórtico. La situación se hizo más tensa luego que Millonarios ganara en Medellín, lo que significaba que de perder el Cali, el campeonato era para los albiazules. Cuando finalmente el árbitro Julián Idárraga dictaminó el fin del encuentro con empate 0-0, el público invadió el terreno de juego en vítores. El Cali era nuevamente campeón de la mano de Fernando Castro y su equipo que en 60 partidos oficiales obtuvo 118 puntos y anotó 121 dianas, algo si precedentes en el fútbol local. Además, Edison Mafla con 33 anotaciones, inscribió una cifra inédita para un volante en el fútbol colombiano.
En el Campeonato colombiano 1996-97 el más largo de la historia del rentado nacional los equipos del Valle del Cauca definirían el primer finalista por la estrella en el cuadrangular de mitad de temporada que favoreció a los escarlatas, una situación similar se presentaría en 1998 pero esta vez sería el Deportivo Cali quien se quedaría con el tiquete a la final, ambos casos resultarían en estrellas para el fútbol vallecaucano.
Durante la década de los 90s, América y Cali se encontraron 60 veces. Los diablos vencieron en 24 ocasiones por 13 éxitos de los verdes. Se registraron 23 empates; en lo que va del nuevo milenio ambos clubes han obtenido títulos que han posicionado a Cali junto con Bogotá como una de las ciudades con más títulos del rentado (25) lo que aumenta el atractivo del clásico.
Durante los campeonatos de los años (2012-2016), es decir, los torneos Apertura y Finalización comprendidos entre dichos años, no se jugó el clásico dentro de los partidos correspondientes a la Primera división debido al descenso y permanencia del América en la Primera B son de la de b y lo seran siempre fantasmas del futbol colombiano y mundial] del fútbol colombiano. Sin embargo, el derbi se siguió disputando en la primera fase de Copa Colombia de dichas temporadas, excepto en 2016 debido a que el Deportivo Cali no participó de la primera fase de la copa por haber ganado el Torneo Apertura 2015 y clasificado a la Copa Libertadores 2016. Sin embargo, ambos equipos se enfrentaron en la siguiente etapa del torneo, resultando victorioso el Deportivo Cali. El regreso del América a Primera división al final del año 2016 significó también el regreso del clásico vallecaucano a la Primera A para la temporada 2017.
- Uniforme de los equipos:

| Indumentaria Actual. 2024 - 2025 | Indumentaria Actual. 2024 - 2025 |

## Hinchada
Deportivo Cali y el América de Cali son dos de los equipos más antiguos que tiene el Fútbol Profesional Colombiano: el Deportivo Cali fue fundado en 1912, y el América de Cali en 1927. Desde el inicio ambos conjuntos han representado las dos caras de la moneda, ya que América nació de los barrios populares y humildes de la ciudad y el Deportivo Cali de las altas clases de la sociedad. Las barras de ambos equipos Barón Rojo Sur por parte de los escarlatas y el Frente Radical Verdiblanco por parte de los azucareros) han tenido enfrentamientos históricos desde los años 90.

## Datos del clásico
Primer triunfo del Deportivo Cali:
- 26 de septiembre de 1948: Deportivo Cali 4 - 3 América[28]

Primer triunfo del América de Cali:
- 5 de diciembre de 1948: América 1 - 0 Deportivo Cali[28]

Goleadas Históricas: Cuatro goles o más.
- A favor del América de Cali:[29][28]
  - 29 de junio de 1961: América 5 - 0 Deportivo Cali[30]
  - 22 de junio de 1977: América 5 - 3 Deportivo Cali
  - 14 de noviembre de 1993: Deportivo Cali 0 - 4 América
  - 7 de mayo de 1995: América 5 - 3 Deportivo Cali[31]
  - 9 de junio de 1999: América 4 - 1 Deportivo Cali
  - 22 de marzo de 2008: Deportivo Cali 0 - 4 América
  - 20 de septiembre de 2008: América 4 - 1 Deportivo Cali
  - 30 de abril de 2023: América 5 - 2 Deportivo Cali

- A favor del Deportivo Cali:[29][28]
  - 2 de octubre de 1949: América 1 - 4 Deportivo Cali
  - 7 de mayo de 1950: Deportivo Cali 5 - 2 América
  - 8 de abril de 1951: Deportivo Cali 5 - 1 América
  - 18 de agosto de 1951: América 1 - 4 Deportivo Cali
  - 7 de mayo de 1959: Deportivo Cali 4 - 1 América
  - 3 de marzo de 1968: América 1 - 4 Deportivo Cali
  - 24 de junio de 2001: Deportivo Cali 4 - 1 América
  - 10 de octubre de 2010: Deportivo Cali 6 - 3 América

- Empates con más goles:[28]
  - 10 de octubre de 1954: Deportivo Cali 3 - 3 América
  - 17 de noviembre de 1982: Deportivo Cali 3 - 3 América
  - 7 de febrero de 1999: América 3 - 3 Deportivo Cali
  - 30 de abril de 2015: América 3 - 3 Deportivo Cali
  - 12 de abril de 2017: América 3 - 3 Deportivo Cali

Máximos anotadores:
- En América de Cali:
  - Antony de Ávila: 19[32]
  - Adrian Ramos: 16
  - Jorge Ramon Cáceres: 16
  - Roberto Cabañas: 9
  - Ricardo Gareca, Juan Manuel Battaglia, Jersson González, Norman Ortiz, Freddy Rincón: 7
- En Deportivo Cali:
  - Jorge Ramírez Gallego: 13
  - Ángel María Torres:9
  - Abel Da"Graca, Armando Osma:8
  - Iroldo de Oliveira, Camilo Rodolfo Cervino:7
  - Alberto Benítez, Ernesto Juan Álvarez, Willington Ortiz, Carlos Castillo: 6

- Grandes figuras que han defendido los dos colores:
  - Camilo Rodolfo Cervino
  - Julio Tocker
  - Guillermo Marchena
  - Óscar “Severiano” Ramos
  - Wálter Marcolinni
  - Juan Eulogio Urriolaveitia
  - Julio ‘Shinola’ Aragón
  - Willington Ortiz
  - Sergio Angulo
  - Bernardo Redín
  - Carlos Mario Hoyos
  - Edison Mafla
  - Arley Betancourth
  - Mayer Candelo
  - John Wilmar 'Pelusa' Pérez
  - William Román Zapata
  - Giovanni Hernández
  - Wilmer Ortegón
  - Sergio Herrera
  - Milton Rodríguez
  - Wilmer Parra Cadena
  - Léider Preciado
  - Duvier Riascos
  - Gabriel Fernández
  - Álvaro Muñoz Castro
  - Julián Tellez
- Arqueros que han defendido los dos pórticos:
  - Héctor “Sombra” Martínez
  - Silvio Quintero
  - Pedro Zape
  - Edilberto Righi
  - Óscar Córdoba
  - Rafael Dudamel
  - Rolando Vargas
  - Leandro Castellanos
- Técnicos que han dirigido los dos equipos
  - Fernando 'Pecoso' Castro
  - Bernardo Redín
  - Jaime de la Pava
  - Hernán Torres Oliveros

## Clásicos fuera del Pascual Guerrero
El Clásico Vallecaucano también ha sido jugado algunas veces en otros estadios cuando el estadio Pascual Guerrero de Cali no ha estado disponible. En total se han jugado 11 clásicos oficiales fuera del Pascual.
- 23 de mayo de 1954 en Palmira: América 2-1 Deportivo Cali
- 19 de julio de 1982 Definición del Apertura en Bogotá: Deportivo Cali 2-2 América
- 14 de noviembre de 1999 en Pereira: Deportivo Cali 2-0 América
- 16 de abril de 2000 en Palmira: Deportivo Cali 0-1 América
- 4 de agosto de 2010 en la Sede Deportiva de Casacajal Copa Colombia: América 2-2 Deportivo Cali[33]
- 12 de septiembre de 2010 en Tuluá: América 1-2 Deportivo Cali
- 10 de octubre de 2010 en Palmira: Deportivo Cali 6-3 América. Estadio Deportivo Cali
- 2 de abril de 2011 en Tuluá: América 2-3 Deportivo Cali
- 7 de mayo de 2011 en Palmira: Deportivo Cali 0-1 América. Estadio Deportivo Cali
- 5 de marzo de 2015 en Palmira: Deportivo Cali 2-0 América de Cali. Estadio Deportivo Cali
- 30 de abril de 2015 en Bogotá: América de Cali 3-3 Deportivo Cali
- 16 de enero de 2016 en Miami Deportivo Cali 2 - 0 América de Cali. Estadio Riccardo Silva

## Alegrías Rojas[34]
- 1961 El América gana dos clásicos seguidos al Cali, el primero por 1-3 y el segundo por 5-0. El delantero paraguayo Máximo Rolón convirtió los tres goles rojos del primer juego y dos en el segundo. Además, Rolón es hermano de Porfirio, otro destacado atacante escarlata y posteriormente técnico de la escuadra roja.[35]
- 1982 Se juega una serie extra para definir el campeón del torneo Apertura otra vez enfrentando a América y Deportivo Cali, el primer partido se realiza en Bogotá con empate a dos goles y en Cali vence el cuadro rojo (2-1)  con anotaciones de Roque Alfaro y Humberto Sierra para conseguir el primer lugar del Apertura.[36] Además de esto el América se consagró campeón por segunda vez en la historia con tres fechas de anticipación al vencer a Millonarios 0-1 en Santafé de Bogotá D. C., posteriormente celebró con su afición derrotando al Deportivo Cali 3-1 en la penúltima jornada.[36]
- 1985 Por el octogonal final y en la penúltima fecha, verdes y rojos jugaron un clásico que en realidad fue una final adelantada. El Cali llegaba a este partido como líder del octogonal y de ganarlo podría haberse coronado campeón anticipadamente, si empataba seguía dependiendo de sí mismo en la última jornada, pero si perdía las cosas cambiaban radicalmente y tendría que esperar una combinación de resultados de terceros. A la postre Ricardo Gareca marcó el único gol que le dio el triunfo 0-1 al equipo rojo en este encuentro y a la vez lo dejó listo para, en la última fecha, dar su quinta vuelta olímpica luego de vencer al Junior 1-0 mientras que el Cali debió conformarse con el subcampeonato pese a ganar 0-2 en Santa Marta ante el Unión Magdalena.[37][38]
- 1986 Nuevamente por el octogonal final y también en la penúltima fecha, el Deportivo Cali y América se enfrentaron en otra final adelantada. En esta oportunidad los rojos vencieron a su eterno rival 1-3 y con ello dieron la sexta vuelta olímpica de su historia faltando una jornada para concluir el torneo. Adicionalmente impusieron una marca aún vigente en el torneo colombiano: la de cinco títulos consecutivos desde 1982 hasta 1986,[39] todos ellos bajo la dirección técnica del médico Gabriel Ochoa Uribe.
- 1987 América y Deportivo Cali, después de jugar contra los equipos bolivianos The Strongest y Oriente Petrolero, son primeros de su grupo en Copa Libertadores teniendo paridad total en goles anotados, diferencia de goles y puntos. El clásico del desempate por el primer puesto y el posterior avance a segunda fase fue disputado el 17 de julio en Cali y el árbitro designado fue el colombiano Armando Pérez Hoyos, a quien el Deportivo Cali vetó días antes mediante la publicación de un comunicado en el que ponía en duda su idoneidad para impartir justicia debido a algunos partidos previos del conjunto azucarero en los que se presentaron problemas con dicho juez; durante los 90 minutos del encuentro el América marcó a través de Willington Ortiz, pero el juez Pérez anuló la anotación. Culminó el tiempo reglamentario y los 30 minutos extras con empate a cero. Finalmente América elimina a su eterno rival en definición por penales 4-2, el equipo rojo convirtió sus cuatro disparos mientras el verde falló dos.[40][41][42]

- 1992 América es campeón derrotando 1-3 al Deportivo Cali en la última fecha del cuadrangular final, ambos equipos llegaron con opciones al partido decisivo pero América fue más contundente y con 2 goles de Antony de Ávila y 1 de Freddy Rincón, los Diablos Rojos se consagraron campeones ante su rival de plaza y dándose el gusto de dejar subcampeón a Atlético Nacional.[43] Como dato curioso, el cuarto participante de este cuadrangular final, el Junior de Barranquilla, finalizó último tras perder los seis partidos que disputó tanto de local como de visitante.
- 1997 En la última jornada del cuadrangular final realizado en junio (ya que el campeonato se jugaba al estilo europeo, con un calendario que comenzaba en septiembre y terminaba en junio), el América vence al Cali 0-3 y, aunque no recibió título de acuerdo con los estatutos del certamen, logró cupo a la Copa Libertadores 1998 así como un lugar en la gran final de 1997 contra el Atlético Bucaramanga, vencedor del torneo Adecuación, al cual derrotó también para sumar su novena estrella después de un torneo de año y medio.[44]
- 2008 Después de muchos años, el América le vuelve a marcar cuatro goles a su antagonista. 0-4 en abril y 4-1 en septiembre fueron los resultado de dichos partidos.
  - América derrota al Deportivo Cali por un marcador global de 2-1 y elimina a su rival de patio en los octavos de final de la Copa Sudamericana 2008.
  - El 10 de diciembre América vence al Deportivo Cali por 1-0 y clasifica a la final del Torneo Finalización 2008, donde después de vencer al Independiente Medellín obtendría su decimotercer título.
- 2009 El 13 de septiembre América derrota al Deportivo Cali por 3-1. El primer gol lo marcó el ídolo escarlata Antony de Ávila, ratificándose como máximo goleador del Clásico Vallecaucano con 19 anotaciones. Como dato curioso, Anthony de Ávila tenía 45 años cumplidos cuando marcó en este partido y volvía al fútbol activo tras 10 largos años de retiro; además, antes de este juego hubo algunas declaraciones salidas de tono de parte del entonces técnico verde, José 'Cheché' Hernández, menospreciando la capacidad del veterano delantero samario para jugar al fútbol profesionalmente.
- 2011 El 7 de mayo el América vence al Cali en el Estadio Deportivo Cali por 0-1 con gol de Jorge Artigas, pero la Dimayor le dio un marcador 0-3 a favor de América porque el partido fue suspendido por falta de garantías. Este triunfo americano tiene varios méritos: es el primero después de varios clásicos sin conocer la victoria; es el segundo duelo regional disputado en el estadio verde tras el 6-3 de 2010 (y el primero en que gana el rojo); es el primer triunfo en un clásico como director técnico de Álvaro Aponte; le permitió al rojo afianzarse entre los ocho semifinalistas del torneo colombiano y alejarse transitoriamente de la zona del descenso, mientras que el verde queda comprometido con su clasificación; es la primera victoria como visitante del América, ya que en lo corrido del torneo Apertura 2011 no había podido triunfar a domicilio, solamente había conseguido algunos empates.

## Alegrías Verdes
- 1948 El primer clásico del profesionalismo en la historia se disputó el 26 de septiembre y lo ganó el Deportivo Cali por 4 tantos a 3.
- 1969 Deportivo Cali gana 3-2 el primer clásico y empata 2-2 el segundo coronándose campeón y América obtiene el subcampeonato además de dejar rezagado a Millonarios en el tercer puesto.
- 1996 Deportivo Cali es campeón después de más de 20 años de espera al empatar con América en la última fecha y otra vez como en 1969 dejando subcampeón a Millonarios.[45]

- En diciembre del mismo año chocan los eternos rivales. Como gran atractivo para este partido, el América traía una marca de 14 victorias consecutivas en el torneo colombiano y buscaba sumar la décima quinta, y qué mejor que ante su tradicional antagonista. Sin embargo las cosas no salieron bien para los Diablos, pues el Cali ganó 2-1 y detuvo la seguidilla de triunfos rojos. Así las cosas, el América igualó la marca de triunfos en secuencia impuesta en 1971 por el propio Deportivo Cali, y ambas se mantienen vigentes hasta el presente en Colombia.

- 2001 El domingo 24 de junio los verdes reciben a los rojos en el Pascual Guerrero y los golean 4-1, con tres tantos de Víctor Hugo Aristizábal y el cuarto de Elkin Murillo. Mediante un magistral cobro de tiro libre Edison Mafla marcó el descuento americano.[47] Se especula que el abultado resultado del encuentro fue producto del duro golpe anímico sufrido días atrás por los Diablos tras ser eliminados increíblemente en cuartos de final de la Copa Libertadores por el Rosario Central argentino.[48]
- 2006 Darío Sala, arquero del Deportivo Cali fue el primer arquero en marcar gol en un clásico vallecaucano (a través de un tiro penal)[cita requerida].
- 2006 El Deportivo Cali Gana 3 de los 4 clásicos además de empatar el 4 deja al América como nulo en clásicos para el año 2006
- 2010 Deportivo Cali llega a 100 clásicos ganados a su rival de patio (en torneo colombiano) el día 12 de septiembre, al vencerlo por 1-2 en partido disputado en el estadio Doce de Octubre de Tuluá.

- El 10 de octubre se juega el clásico por primera vez en el Estadio Deportivo Cali por la Categoría Primera A, ganando el onceno local por marcador de 6-3, convirtiéndose en el equipo que más goles a favor ha marcado en un mismo clásico. Ese mismo día y por primera vez en la historia del derbi vallecaucano, un jugador marca tres goles en un mismo partido: Martín Morel, el volante del Deportivo Cali, anotó de tiro libre, media cancha y chilena [cita requerida].

- El Deportivo Cali gana 3 clásicos de lo 4 disputados en el torneo, en clásico que no fue victoria para lo verdiblancos lo empataron 1-1 dejando así al América sin victorias en clásicos en el año del 2010.
- 2011 El Cali vence al América 2-3 en el estadio 12 de octubre de Tuluá. Los Diablos venían ganando todos sus partidos de locales hasta este encuentro; por su parte, los verdes venían cumpliendo una campaña bastante irregular que en principio propició la renuncia del técnico Jaime de la Pava.
  - El 28 de septiembre el Cali vuelve a jugar el clásico en condición de local en el Estadio Pascual Guerrero venciendo al América 2-0, Siendo el ganador del primer clásico en el Nuevo Estadio Pascual Guerrero.
  - El 16 de noviembre el Cali vence de nuevo al América 0-1, dejándolo muy comprometido en la tabla del descenso, quedando en la promoción, una fecha después América queda en esa zona y esperar a jugar la serie de promoción, la cual pierde contra el equipo de Tunja el Patriotas Boyacá. en la tanda de penales 4-3 al haber empatado 1-1 en los encuentros de ida y vuelta.

## El Clásico Vallecaucano y la música
La salsa, ritmo musical por excelencia de Santiago de Cali, no podía estar ajena al fervor que despierta el Clásico Vallecaucano. El Grupo Niche hace una mención al derbi en su canción Cali Pachanguero, publicada en 1984 en el disco 'No hay quinto malo', en un estribillo que reza "Un clásico en el Pascual, adornado de mujeres sin par, América y Cali a ganar, aquí no se puede empatar".

## Historial de partidos disputados

### Resultados entre 1948-1960
| Fecha                    | Ciudad  | Estadio                  | Local           | Resultado | Visitante       | Competición           | Instancia          |
| ------------------------ | ------- | ------------------------ | --------------- | --------- | --------------- | --------------------- | ------------------ |
| 26 de septiembre de 1948 | Cali    | Pascual Guerrero         | Deportivo Cali  | 4 - 3     | América de Cali | Campeonato colombiano | Todos contra todos |
| 5 de diciembre de 1948   | Cali    | Pascual Guerrero         | América de Cali | 1 - 0     | Deportivo Cali  | Campeonato colombiano | Todos contra todos |
| 26 de junio de 1949      | Cali    | Pascual Guerrero         | Deportivo Cali  | 1 - 0     | América de Cali | Campeonato colombiano | Todos contra todos |
| 2 de octubre de 1949     | Cali    | Pascual Guerrero         | América de Cali | 1 - 4     | Deportivo Cali  | Campeonato colombiano | Todos contra todos |
| 7 de mayo de 1950        | Cali    | Pascual Guerrero         | Deportivo Cali  | 5 - 2     | América de Cali | Campeonato colombiano | Todos contra todos |
| 27 de agosto de 1950     | Cali    | Pascual Guerrero         | América de Cali | 3 - 2     | Deportivo Cali  | Campeonato colombiano | Todos contra todos |
| 29 de octubre de 1950    | Cali    | Pascual Guerrero         | Deportivo Cali  | 2 - 0     | América de Cali | Copa Colombia         | Octavos de final   |
| 3 de noviembre de 1950   | Cali    | Pascual Guerrero         | América de Cali | 2 - 1     | Deportivo Cali  | Copa Colombia         | Octavos de final   |
| 8 de abril de 1951       | Cali    | Pascual Guerrero         | Deportivo Cali  | 5 - 1     | América de Cali | Campeonato colombiano | Todos contra todos |
| 18 de agosto de 1951     | Cali    | Pascual Guerrero         | América de Cali | 1 - 4     | Deportivo Cali  | Campeonato colombiano | Todos contra todos |
| 1 de junio de 1952       | Cali    | Pascual Guerrero         | América de Cali | 1 - 1     | Deportivo Cali  | Campeonato colombiano | Todos contra todos |
| 12 de octubre de 1952    | Cali    | Pascual Guerrero         | Deportivo Cali  | 2 - 2     | América de Cali | Campeonato colombiano | Todos contra todos |
| 23 de mayo de 1954       | Palmira | Francisco Rivera Escobar | América de Cali | 2 - 1     | Deportivo Cali  | Campeonato colombiano | Todos contra todos |
| 3 de octubre de 1954     | Cali    | Pascual Guerrero         | Deportivo Cali  | 3 - 3     | América de Cali | Campeonato colombiano | Todos contra todos |
| 5 de junio de 1955       | Cali    | Pascual Guerrero         | América de Cali | 3 - 1     | Deportivo Cali  | Campeonato colombiano | Todos contra todos |
| 21 de agosto de 1955     | Cali    | Pascual Guerrero         | Deportivo Cali  | 4 - 2     | América de Cali | Campeonato colombiano | Todos contra todos |
| 23 de octubre de 1955    | Cali    | Pascual Guerrero         | América de Cali | 3 - 0     | Deportivo Cali  | Campeonato colombiano | Todos contra todos |
| 7 de mayo de 1959        | Cali    | Pascual Guerrero         | Deportivo Cali  | 4 - 1     | América de Cali | Campeonato colombiano | Todos contra todos |
| 19 de julio de 1959      | Cali    | Pascual Guerrero         | América de Cali | 1 - 2     | Deportivo Cali  | Campeonato colombiano | Todos contra todos |
| 4 de octubre de 1959     | Cali    | Pascual Guerrero         | Deportivo Cali  | 1 - 0     | América de Cali | Campeonato colombiano | Todos contra todos |
| 6 de diciembre de 1959   | Cali    | Pascual Guerrero         | América de Cali | 1 - 2     | Deportivo Cali  | Campeonato colombiano | Todos contra todos |

### Resultados entre 1960-1969
| Fecha                    | Ciudad | Estadio          | Local           | Resultado | Visitante       | Competición                                 | Instancia          |
| ------------------------ | ------ | ---------------- | --------------- | --------- | --------------- | ------------------------------------------- | ------------------ |
| 1 de mayo de 1960        | Cali   | Pascual Guerrero | Deportivo Cali  | 1 - 3     | América de Cali | Campeonato colombiano                       | Todos contra todos |
| 3 de julio de 1960       | Cali   | Pascual Guerrero | América de Cali | 2 - 1     | Deportivo Cali  | Campeonato colombiano                       | Todos contra todos |
| 11 de septiembre de 1960 | Cali   | Pascual Guerrero | Deportivo Cali  | 1 - 0     | América de Cali | Campeonato colombiano                       | Todos contra todos |
| 20 de noviembre de 1960  | Cali   | Pascual Guerrero | América de Cali | 0 - 1     | Deportivo Cali  | Campeonato colombiano                       | Todos contra todos |
| 8 de junio de 1961       | Cali   | Pascual Guerrero | Deportivo Cali  | 1 - 3     | América de Cali | Campeonato colombiano                       | Todos contra todos |
| 29 de junio de 1961      | Cali   | Pascual Guerrero | América de Cali | 5 - 0     | Deportivo Cali  | Campeonato colombiano                       | Todos contra todos |
| 3 de septiembre de 1961  | Cali   | Pascual Guerrero | Deportivo Cali  | 1 - 1     | América de Cali | Campeonato colombiano                       | Todos contra todos |
| 12 de noviembre de 1961  | Cali   | Pascual Guerrero | América de Cali | 1 - 2     | Deportivo Cali  | Campeonato colombiano                       | Todos contra todos |
| 8 de abril de 1962       | Cali   | Pascual Guerrero | Deportivo Cali  | 0 - 0     | América de Cali | Campeonato colombiano                       | Todos contra todos |
| 1 de julio de 1962       | Cali   | Pascual Guerrero | América de Cali | 0 - 1     | Deportivo Cali  | Campeonato colombiano                       | Todos contra todos |
| 16 de septiembre de 1962 | Cali   | Pascual Guerrero | Deportivo Cali  | 1 - 1     | América de Cali | Campeonato colombiano                       | Todos contra todos |
| 2 de diciembre de 1962   | Cali   | Pascual Guerrero | América de Cali | 0 - 1     | Deportivo Cali  | Campeonato colombiano                       | Todos contra todos |
| 21 de abril de 1963      | Cali   | Pascual Guerrero | Deportivo Cali  | 2 - 1     | América de Cali | Campeonato colombiano                       | Todos contra todos |
| 30 de junio de 1963      | Cali   | Pascual Guerrero | América de Cali | 2 - 2     | Deportivo Cali  | Campeonato colombiano                       | Todos contra todos |
| 15 de septiembre de 1963 | Cali   | Pascual Guerrero | Deportivo Cali  | 1 - 1     | América de Cali | Campeonato colombiano                       | Todos contra todos |
| 15 de diciembre de 1963  | Cali   | Pascual Guerrero | América de Cali | 1 - 1     | Deportivo Cali  | Campeonato colombiano                       | Todos contra todos |
| 19 de marzo de 1964      | Cali   | Pascual Guerrero | Deportivo Cali  | 1 - 1     | América de Cali | Campeonato colombiano                       | Todos contra todos |
| 28 de mayo de 1964       | Cali   | Pascual Guerrero | América de Cali | 2 - 0     | Deportivo Cali  | Campeonato colombiano                       | Todos contra todos |
| 9 de agosto de 1964      | Cali   | Pascual Guerrero | Deportivo Cali  | 1 - 1     | América de Cali | Campeonato colombiano                       | Todos contra todos |
| 8 de noviembre de 1964   | Cali   | Pascual Guerrero | América de Cali | 0 - 2     | Deportivo Cali  | Campeonato colombiano                       | Todos contra todos |
| 18 de abril de 1965      | Cali   | Pascual Guerrero | América de Cali | 2 - 0     | Deportivo Cali  | Campeonato colombiano                       | Todos contra todos |
| 4 de julio de 1965       | Cali   | Pascual Guerrero | Deportivo Cali  | 0 - 0     | América de Cali | Campeonato colombiano                       | Todos contra todos |
| 3 de octubre de 1965     | Cali   | Pascual Guerrero | América de Cali | 2 - 3     | Deportivo Cali  | Campeonato colombiano                       | Todos contra todos |
| 19 de diciembre de 1965  | Cali   | Pascual Guerrero | Deportivo Cali  | 1 - 2     | América de Cali | Campeonato colombiano                       | Todos contra todos |
| 6 de febrero de 1966     | Cali   | Pascual Guerrero | Deportivo Cali  | 2 - 2     | América de Cali | Campeonato colombiano                       | Todos contra todos |
| 19 de mayo de 1966       | Cali   | Pascual Guerrero | América de Cali | 0 - 0     | Deportivo Cali  | Campeonato colombiano                       | Todos contra todos |
| 24 de julio de 1966      | Cali   | Pascual Guerrero | Deportivo Cali  | 0 - 0     | América de Cali | Campeonato colombiano                       | Todos contra todos |
| 16 de octubre de 1966    | Cali   | Pascual Guerrero | América de Cali | 1 - 1     | Deportivo Cali  | Campeonato colombiano                       | Todos contra todos |
| 26 de febrero de 1967    | Cali   | Pascual Guerrero | América de Cali | 0 - 3     | Deportivo Cali  | Campeonato colombiano                       | Todos contra todos |
| 21 de mayo de 1967       | Cali   | Pascual Guerrero | Deportivo Cali  | 2 - 2     | América de Cali | Campeonato colombiano                       | Todos contra todos |
| 23 de julio de 1967      | Cali   | Pascual Guerrero | América de Cali | 2 - 0     | Deportivo Cali  | Campeonato colombiano                       | Todos contra todos |
| 15 de octubre de 1967    | Cali   | Pascual Guerrero | Deportivo Cali  | 1 - 1     | América de Cali | Campeonato colombiano                       | Todos contra todos |
| 3 de marzo de 1968       | Cali   | Pascual Guerrero | América de Cali | 1 - 4     | Deportivo Cali  | Campeonato colombiano (Torneo Apertura)     | Todos contra todos |
| 26 de mayo de 1968       | Cali   | Pascual Guerrero | Deportivo Cali  | 2 - 1     | América de Cali | Campeonato colombiano (Torneo Apertura)     | Todos contra todos |
| 21 de julio de 1968      | Cali   | Pascual Guerrero | Deportivo Cali  | 2 - 1     | América de Cali | Campeonato colombiano (Torneo Finalización) | Todos contra todos |
| 6 de octubre de 1968     | Cali   | Pascual Guerrero | América de Cali | 1 - 2     | Deportivo Cali  | Campeonato colombiano (Torneo Finalización) | Todos contra todos |
| 20 de abril de 1969      | Cali   | Pascual Guerrero | América de Cali | 1 - 1     | Deportivo Cali  | Campeonato colombiano (Torneo Apertura)     | Todos contra todos |
| 29 de mayo de 1969       | Cali   | Pascual Guerrero | Deportivo Cali  | 2 - 2     | América de Cali | Campeonato colombiano (Torneo Apertura)     | Todos contra todos |
| 14 de septiembre de 1969 | Cali   | Pascual Guerrero | Deportivo Cali  | 1 - 1     | América de Cali | Campeonato colombiano (Torneo Finalización) | Todos contra todos |
| 14 de diciembre de 1969  | Cali   | Pascual Guerrero | América de Cali | 0 - 1     | Deportivo Cali  | Campeonato colombiano (Torneo Finalización) | Todos contra todos |

### Resultados entre 1970-1979
| Fecha                    | Ciudad | Estadio          | Local           | Resultado | Visitante       | Competición                                 | Instancia          |
| ------------------------ | ------ | ---------------- | --------------- | --------- | --------------- | ------------------------------------------- | ------------------ |
| 15 de enero de 1970      | Cali   | Pascual Guerrero | América de Cali | 2 - 3     | Deportivo Cali  | Campeonato colombiano                       | Triangular final   |
| 29 de enero de 1970      | Cali   | Pascual Guerrero | Deportivo Cali  | 2 - 2     | América de Cali | Campeonato colombiano                       | Triangular final   |
| 1 de marzo de 1970       | Cali   | Pascual Guerrero | Deportivo Cali  | 4 - 2     | América de Cali | Copa Libertadores                           | Fase de grupos     |
| 12 de marzo de 1970      | Cali   | Pascual Guerrero | América de Cali | 2 - 4     | Deportivo Cali  | Copa Libertadores                           | Fase de grupos     |
| 14 de junio de 1970      | Cali   | Pascual Guerrero | Deportivo Cali  | 1 - 1     | América de Cali | Campeonato colombiano (Torneo Apertura)     | Todos contra todos |
| 1 de julio de 1970       | Cali   | Pascual Guerrero | América de Cali | 1 - 1     | Deportivo Cali  | Campeonato colombiano (Torneo Apertura)     | Todos contra todos |
| 23 de agosto de 1970     | Cali   | Pascual Guerrero | Deportivo Cali  | 1 - 1     | América de Cali | Campeonato colombiano (Torneo Finalización) | Todos contra todos |
| 8 de noviembre de 1970   | Cali   | Pascual Guerrero | América de Cali | 1 - 1     | Deportivo Cali  | Campeonato colombiano (Torneo Finalización) | Todos contra todos |
| 25 de abril de 1971      | Cali   | Pascual Guerrero | América de Cali | 3 - 1     | Deportivo Cali  | Campeonato colombiano (Torneo Apertura)     | Todos contra todos |
| 4 de julio de 1971       | Cali   | Pascual Guerrero | Deportivo Cali  | 4 - 2     | América de Cali | Campeonato colombiano (Torneo Apertura)     | Todos contra todos |
| 20 de julio de 1971      | Cali   | Pascual Guerrero | América de Cali | 1 - 2     | Deportivo Cali  | Campeonato colombiano (Torneo Finalización) | Todos contra todos |
| 12 de octubre de 1971    | Cali   | Pascual Guerrero | Deportivo Cali  | 1 - 0     | América de Cali | Campeonato colombiano (Torneo Finalización) | Todos contra todos |
| 26 de marzo de 1972      | Cali   | Pascual Guerrero | América de Cali | 1 - 1     | Deportivo Cali  | Campeonato colombiano (Torneo Apertura)     | Todos contra todos |
| 18 de junio de 1972      | Cali   | Pascual Guerrero | Deportivo Cali  | 2 - 1     | América de Cali | Campeonato colombiano (Torneo Apertura)     | Todos contra todos |
| 30 de julio de 1972      | Cali   | Pascual Guerrero | Deportivo Cali  | 1 - 0     | América de Cali | Campeonato colombiano (Torneo Finalización) | Todos contra todos |
| 15 de octubre de 1972    | Cali   | Pascual Guerrero | América de Cali | 0 - 0     | Deportivo Cali  | Campeonato colombiano (Torneo Finalización) | Todos contra todos |
| 15 de abril de 1973      | Cali   | Pascual Guerrero | Deportivo Cali  | 3 - 1     | América de Cali | Campeonato colombiano (Torneo Apertura)     | Todos contra todos |
| 1 de julio de 1973       | Cali   | Pascual Guerrero | América de Cali | 0 - 2     | Deportivo Cali  | Campeonato colombiano (Torneo Apertura)     | Todos contra todos |
| 9 de septiembre de 1973  | Cali   | Pascual Guerrero | América de Cali | 2 - 4     | Deportivo Cali  | Campeonato colombiano (Torneo Finalización) | Todos contra todos |
| 21 de noviembre de 1973  | Cali   | Pascual Guerrero | Deportivo Cali  | 1 - 3     | América de Cali | Campeonato colombiano (Torneo Finalización) | Todos contra todos |
| 7 de abril de 1974       | Cali   | Pascual Guerrero | Deportivo Cali  | 2 - 2     | América de Cali | Campeonato colombiano (Torneo Apertura)     | Todos contra todos |
| 13 de junio de 1974      | Cali   | Pascual Guerrero | América de Cali | 1 - 1     | Deportivo Cali  | Campeonato colombiano (Torneo Apertura)     | Todos contra todos |
| 12 de septiembre de 1974 | Cali   | Pascual Guerrero | Deportivo Cali  | 0 - 1     | América de Cali | Campeonato colombiano (Torneo Finalización) | Todos contra todos |
| 1 de noviembre de 1974   | Cali   | Pascual Guerrero | América de Cali | 1 - 1     | Deportivo Cali  | Campeonato colombiano (Torneo Finalización) | Todos contra todos |
| 4 de diciembre de 1974   | Cali   | Pascual Guerrero | América de Cali | 0 - 0     | Deportivo Cali  | Campeonato colombiano                       | Hexagonal final    |
| 18 de diciembre de 1974  | Cali   | Pascual Guerrero | Deportivo Cali  | 1 - 0     | América de Cali | Campeonato colombiano                       | Hexagonal final    |
| 30 de marzo de 1975      | Cali   | Pascual Guerrero | América de Cali | 2 - 0     | Deportivo Cali  | Campeonato colombiano (Torneo Apertura)     | Todos contra todos |
| 1 de junio de 1975       | Cali   | Pascual Guerrero | Deportivo Cali  | 1 - 0     | América de Cali | Campeonato colombiano (Torneo Apertura)     | Todos contra todos |
| 31 de agosto de 1975     | Cali   | Pascual Guerrero | Deportivo Cali  | 3 - 1     | América de Cali | Campeonato colombiano (Torneo Finalización) | Todos contra todos |
| 23 de octubre de 1975    | Cali   | Pascual Guerrero | América de Cali | 2 - 1     | Deportivo Cali  | Campeonato colombiano (Torneo Finalización) | Todos contra todos |
| 9 de noviembre de 1975   | Cali   | Pascual Guerrero | América de Cali | 1 - 3     | Deportivo Cali  | Campeonato colombiano (Torneo Finalización) | Todos contra todos |
| 2 de mayo de 1976        | Cali   | Pascual Guerrero | Deportivo Cali  | 1 - 0     | América de Cali | Campeonato colombiano (Torneo Apertura)     | Todos contra todos |
| 15 de julio de 1976      | Cali   | Pascual Guerrero | América de Cali | 2 - 1     | Deportivo Cali  | Campeonato colombiano (Torneo Apertura)     | Todos contra todos |
| 22 de agosto de 1976     | Cali   | Pascual Guerrero | América de Cali | 0 - 2     | Deportivo Cali  | Campeonato colombiano (Torneo Finalización) | Todos contra todos |
| 3 de octubre de 1976     | Cali   | Pascual Guerrero | América de Cali | 3 - 1     | Deportivo Cali  | Campeonato colombiano (Torneo Finalización) | Todos contra todos |
| 31 de octubre de 1976    | Cali   | Pascual Guerrero | Deportivo Cali  | 3 - 2     | América de Cali | Campeonato colombiano (Torneo Finalización) | Todos contra todos |
| 6 de marzo de 1977       | Cali   | Pascual Guerrero | América de Cali | 2 - 1     | Deportivo Cali  | Campeonato colombiano (Torneo Apertura)     | Todos contra todos |
| 23 de junio de 1977      | Cali   | Pascual Guerrero | Deportivo Cali  | 3 - 5     | América de Cali | Campeonato colombiano (Torneo Apertura)     | Todos contra todos |
| 7 de septiembre de 1977  | Cali   | Pascual Guerrero | Deportivo Cali  | 1 - 1     | América de Cali | Campeonato colombiano (Torneo Finalización) | Todos contra todos |
| 30 de octubre de 1977    | Cali   | Pascual Guerrero | América de Cali | 0 - 1     | Deportivo Cali  | Campeonato colombiano (Torneo Finalización) | Todos contra todos |
| 19 de febrero de 1978    | Cali   | Pascual Guerrero | América de Cali | 1 - 1     | Deportivo Cali  | Campeonato colombiano (Torneo Apertura)     | Todos contra todos |
| 16 de abril de 1978      | Cali   | Pascual Guerrero | Deportivo Cali  | 2 - 2     | América de Cali | Campeonato colombiano (Torneo Apertura)     | Todos contra todos |
| 13 de agosto de 1978     | Cali   | Pascual Guerrero | Deportivo Cali  | 2 - 0     | América de Cali | Campeonato colombiano (Torneo Finalización) | Todos contra todos |
| 22 de octubre de 1978    | Cali   | Pascual Guerrero | América de Cali | 2 - 1     | Deportivo Cali  | Campeonato colombiano (Torneo Finalización) | Todos contra todos |
| 2 de mayo de 1979        | Cali   | Pascual Guerrero | América de Cali | 1 - 1     | Deportivo Cali  | Campeonato colombiano (Torneo Apertura)     | Todos contra todos |
| 14 de junio de 1979      | Cali   | Pascual Guerrero | Deportivo Cali  | 0 - 0     | América de Cali | Campeonato colombiano (Torneo Apertura)     | Todos contra todos |
| 28 de junio de 1979      | Cali   | Pascual Guerrero | América de Cali | 0 - 0     | Deportivo Cali  | Campeonato colombiano (Torneo Apertura)     | Desempate          |
| 1 de julio de 1979       | Cali   | Pascual Guerrero | Deportivo Cali  | 0 - 0     | América de Cali | Campeonato colombiano (Torneo Apertura)     | Desempate          |
| 22 de julio de 1979      | Cali   | Pascual Guerrero | Deportivo Cali  | 0 - 1     | América de Cali | Campeonato colombiano (Torneo Finalización) | Todos contra todos |
| 7 de octubre de 1979     | Cali   | Pascual Guerrero | América de Cali | 0 - 1     | Deportivo Cali  | Campeonato colombiano (Torneo Finalización) | Todos contra todos |

### Resultados entre 1980-1989
| Fecha                    | Ciudad | Estadio                   | Local           | Resultado      | Visitante       | Competición                                 | Instancia                  |
| ------------------------ | ------ | ------------------------- | --------------- | -------------- | --------------- | ------------------------------------------- | -------------------------- |
| 23 de abril de 1980      | Cali   | Pascual Guerrero          | América de Cali | 1 - 2          | Deportivo Cali  | Campeonato colombiano (Torneo Apertura)     | Todos contra todos         |
| 29 de junio de 1980      | Cali   | Pascual Guerrero          | Deportivo Cali  | 3 - 0          | América de Cali | Campeonato colombiano (Torneo Apertura)     | Todos contra todos         |
| 27 de agosto de 1980     | Cali   | Pascual Guerrero          | América de Cali | 1 - 1          | Deportivo Cali  | Campeonato colombiano (Torneo Finalización) | Todos contra todos         |
| 26 de octubre de 1980    | Cali   | Pascual Guerrero          | Deportivo Cali  | 3 - 0          | América de Cali | Campeonato colombiano (Torneo Finalización) | Todos contra todos         |
| 5 de noviembre de 1980   | Cali   | Pascual Guerrero          | Deportivo Cali  | 1 - 0          | América de Cali | Campeonato colombiano                       | Cuadrangulares semifinales |
| 19 de noviembre de 1980  | Cali   | Pascual Guerrero          | América de Cali | 2 - 1          | Deportivo Cali  | Campeonato colombiano                       | Cuadrangulares semifinales |
| 30 de noviembre de 1980  | Cali   | Pascual Guerrero          | Deportivo Cali  | 2 - 1          | América de Cali | Campeonato colombiano                       | Cuadrangular final         |
| 21 de diciembre de 1980  | Cali   | Pascual Guerrero          | América de Cali | 0 - 1          | Deportivo Cali  | Campeonato colombiano                       | Cuadrangular final         |
| 15 de abril de 1981      | Cali   | Pascual Guerrero          | América de Cali | 0 - 0          | Deportivo Cali  | Campeonato colombiano (Torneo Apertura)     | Todos contra todos         |
| 12 de julio de 1981      | Cali   | Pascual Guerrero          | Deportivo Cali  | 1 - 3          | América de Cali | Campeonato colombiano (Torneo Apertura)     | Todos contra todos         |
| 26 de agosto de 1981     | Cali   | Pascual Guerrero          | Deportivo Cali  | 1 - 2          | América de Cali | Campeonato colombiano (Torneo Finalización) | Todos contra todos         |
| 25 de octubre de 1981    | Cali   | Pascual Guerrero          | América de Cali | 0 - 1          | Deportivo Cali  | Campeonato colombiano (Torneo Finalización) | Todos contra todos         |
| 18 de abril de 1982      | Cali   | Pascual Guerrero          | América de Cali | 0 - 1          | Deportivo Cali  | Campeonato colombiano (Torneo Apertura)     | Todos contra todos         |
| 4 de junio de 1982       | Cali   | Pascual Guerrero          | Deportivo Cali  | 0 - 0          | América de Cali | Campeonato colombiano (Torneo Apertura)     | Todos contra todos         |
| 18 de julio de 1982      | Bogotá | Nemesio Camacho El Campín | Deportivo Cali  | 2 - 2          | América de Cali | Campeonato colombiano (Torneo Apertura)     | Desempate                  |
| 20 de julio de 1982      | Cali   | Pascual Guerrero          | América de Cali | 2 - 1          | Deportivo Cali  | Campeonato colombiano (Torneo Apertura)     | Desempate                  |
| 11 de agosto de 1982     | Cali   | Pascual Guerrero          | Deportivo Cali  | 1 - 0          | América de Cali | Campeonato colombiano (Torneo Finalización) | Todos contra todos         |
| 10 de octubre de 1982    | Cali   | Pascual Guerrero          | América de Cali | 2 - 1          | Deportivo Cali  | Campeonato colombiano (Torneo Finalización) | Todos contra todos         |
| 17 de noviembre de 1982  | Cali   | Pascual Guerrero          | Deportivo Cali  | 3 - 3          | América de Cali | Campeonato colombiano                       | Octogonal final            |
| 15 de diciembre de 1982  | Cali   | Pascual Guerrero          | América de Cali | 3 - 1          | Deportivo Cali  | Campeonato colombiano                       | Octogonal final            |
| 13 de marzo de 1983      | Cali   | Pascual Guerrero          | Deportivo Cali  | 1 - 1          | América de Cali | Campeonato colombiano (Torneo Apertura)     | Todos contra todos         |
| 1 de mayo de 1983        | Cali   | Pascual Guerrero          | América de Cali | 0 - 2          | Deportivo Cali  | Campeonato colombiano (Torneo Apertura)     | Todos contra todos         |
| 31 de julio de 1983      | Cali   | Pascual Guerrero          | Deportivo Cali  | 0 - 0          | América de Cali | Campeonato colombiano (Torneo Finalización) | Todos contra todos         |
| 19 de octubre de 1983    | Cali   | Pascual Guerrero          | América de Cali | 3 - 0          | Deportivo Cali  | Campeonato colombiano (Torneo Finalización) | Todos contra todos         |
| 30 de octubre de 1983    | Cali   | Pascual Guerrero          | América de Cali | 2 - 1          | Deportivo Cali  | Campeonato colombiano                       | Octogonal final            |
| 27 de noviembre de 1983  | Cali   | Pascual Guerrero          | Deportivo Cali  | 0 - 1          | América de Cali | Campeonato colombiano                       | Octogonal final            |
| 14 de marzo de 1984      | Cali   | Pascual Guerrero          | Deportivo Cali  | 0 - 1          | América de Cali | Campeonato colombiano (Torneo Apertura)     | Todos contra todos         |
| 17 de mayo de 1984       | Cali   | Pascual Guerrero          | América de Cali | 2 - 1          | Deportivo Cali  | Campeonato colombiano (Torneo Apertura)     | Todos contra todos         |
| 29 de julio de 1984      | Cali   | Pascual Guerrero          | América de Cali | 1 - 0          | Deportivo Cali  | Campeonato colombiano (Torneo Finalización) | Todos contra todos         |
| 14 de octubre de 1984    | Cali   | Pascual Guerrero          | Deportivo Cali  | 2 - 1          | América de Cali | Campeonato colombiano (Torneo Finalización) | Todos contra todos         |
| 17 de abril de 1985      | Cali   | Pascual Guerrero          | Deportivo Cali  | 0 - 0          | América de Cali | Campeonato colombiano (Torneo Apertura)     | Todos contra todos         |
| 22 de mayo de 1985       | Cali   | Pascual Guerrero          | América de Cali | 1 - 0          | Deportivo Cali  | Campeonato colombiano (Torneo Apertura)     | Todos contra todos         |
| 4 de junio de 1985       | Cali   | Pascual Guerrero          | América de Cali | 2 - 2          | Deportivo Cali  | Campeonato colombiano (Torneo Apertura)     | Bonificación               |
| 7 de junio de 1985       | Cali   | Pascual Guerrero          | Deportivo Cali  | 1 - 2          | América de Cali | Campeonato colombiano (Torneo Apertura)     | Bonificación               |
| 4 de agosto de 1985      | Cali   | Pascual Guerrero          | Deportivo Cali  | 0 - 1          | América de Cali | Campeonato colombiano (Torneo Finalización) | Todos contra todos         |
| 28 de agosto de 1985     | Cali   | Pascual Guerrero          | América de Cali | 2 - 2          | Deportivo Cali  | Campeonato colombiano (Torneo Finalización) | Todos contra todos         |
| 20 de noviembre de 1985  | Cali   | Pascual Guerrero          | América de Cali | 1 - 2          | Deportivo Cali  | Campeonato colombiano                       | Octogonal final            |
| 18 de diciembre de 1985  | Cali   | Pascual Guerrero          | Deportivo Cali  | 0 - 1          | América de Cali | Campeonato colombiano                       | Octogonal final            |
| 12 de marzo de 1986      | Cali   | Pascual Guerrero          | América de Cali | 0 - 0          | Deportivo Cali  | Copa Libertadores                           | Fase de grupos             |
| 10 de abril de 1986      | Cali   | Pascual Guerrero          | Deportivo Cali  | 0 - 1          | América de Cali | Copa Libertadores                           | Fase de grupos             |
| 7 de mayo de 1986        | Cali   | Pascual Guerrero          | Deportivo Cali  | 2 - 1          | América de Cali | Campeonato colombiano (Torneo Apertura)     | Todos contra todos         |
| 18 de mayo de 1986       | Cali   | Pascual Guerrero          | América de Cali | 2 - 1          | Deportivo Cali  | Campeonato colombiano (Torneo Apertura)     | Todos contra todos         |
| 17 de agosto de 1986     | Cali   | Pascual Guerrero          | América de Cali | 2 - 1          | Deportivo Cali  | Campeonato colombiano (Torneo Finalización) | Todos contra todos         |
| 15 de octubre de 1986    | Cali   | Pascual Guerrero          | Deportivo Cali  | 1 - 0          | América de Cali | Campeonato colombiano (Torneo Finalización) | Todos contra todos         |
| 19 de noviembre de 1986  | Cali   | Pascual Guerrero          | América de Cali | 2 - 0          | Deportivo Cali  | Campeonato colombiano                       | Octogonal final            |
| 17 de diciembre de 1986  | Cali   | Pascual Guerrero          | Deportivo Cali  | 1 - 3          | América de Cali | Campeonato colombiano                       | Octogonal final            |
| 25 de marzo de 1987      | Cali   | Pascual Guerrero          | Deportivo Cali  | 3 - 1          | América de Cali | Campeonato colombiano (Torneo Apertura)     | Todos contra todos         |
| 12 de abril de 1987      | Cali   | Pascual Guerrero          | América de Cali | 2 - 0          | Deportivo Cali  | Campeonato colombiano (Torneo Apertura)     | Todos contra todos         |
| 7 de mayo de 1987        | Cali   | Pascual Guerrero          | América de Cali | 1 - 0          | Deportivo Cali  | Copa Libertadores                           | Fase de grupos             |
| 26 de mayo de 1987       | Cali   | Pascual Guerrero          | Deportivo Cali  | 2 - 1          | América de Cali | Copa Libertadores                           | Fase de grupos             |
| 17 de junio de 1987      | Cali   | Pascual Guerrero          | América de Cali | 0 - 0 (4:2 p.) | Deportivo Cali  | Copa Libertadores                           | Desempate 1° Puesto        |
| 8 de agosto de 1987      | Cali   | Pascual Guerrero          | América de Cali | 3 - 2          | Deportivo Cali  | Campeonato colombiano (Torneo Finalización) | Todos contra todos         |
| 8 de octubre de 1987     | Cali   | Pascual Guerrero          | Deportivo Cali  | 0 - 0          | América de Cali | Campeonato colombiano (Torneo Finalización) | Todos contra todos         |
| 18 de noviembre de 1987  | Cali   | Pascual Guerrero          | Deportivo Cali  | 0 - 1          | América de Cali | Campeonato colombiano                       | Octogonal final            |
| 16 de diciembre de 1987  | Cali   | Pascual Guerrero          | América de Cali | 1 - 1          | Deportivo Cali  | Campeonato colombiano                       | Octogonal final            |
| 5 de marzo de 1988       | Cali   | Pascual Guerrero          | Deportivo Cali  | 1 - 2          | América de Cali | Campeonato colombiano (Torneo Apertura)     | Todos contra todos         |
| 27 de marzo de 1988      | Cali   | Pascual Guerrero          | América de Cali | 1 - 1          | Deportivo Cali  | Campeonato colombiano (Torneo Apertura)     | Todos contra todos         |
| 16 de julio de 1988      | Cali   | Pascual Guerrero          | Deportivo Cali  | 3 - 2          | América de Cali | Campeonato colombiano (Torneo Finalización) | Todos contra todos         |
| 18 de septiembre de 1988 | Cali   | Pascual Guerrero          | América de Cali | 2 - 1          | Deportivo Cali  | Campeonato colombiano (Torneo Finalización) | Todos contra todos         |
| 5 de marzo de 1989       | Cali   | Pascual Guerrero          | Deportivo Cali  | 2 - 2          | América de Cali | Campeonato colombiano (Torneo Apertura)     | Todos contra todos         |
| 7 de junio de 1989       | Cali   | Pascual Guerrero          | América de Cali | 3 - 1          | Deportivo Cali  | Campeonato colombiano (Copa Colombia)       | Fase de grupos Regionales  |
| 9 de junio de 1989       | Cali   | Pascual Guerrero          | Deportivo Cali  | 2 - 1          | América de Cali | Campeonato colombiano (Copa Colombia)       | Fase de grupos Regionales  |
| 26 de julio de 1989      | Cali   | Pascual Guerrero          | América de Cali | 0 - 0          | Deportivo Cali  | Campeonato colombiano (Torneo Finalización) | Todos contra todos         |

### Resultados entre 1990-1999
| Fecha                    | Ciudad  | Estadio                 | Local           | Resultado | Visitante       | Competición                                 | Instancia                  |
| ------------------------ | ------- | ----------------------- | --------------- | --------- | --------------- | ------------------------------------------- | -------------------------- |
| 8 de abril de 1990       | Cali    | Pascual Guerrero        | Deportivo Cali  | 0 - 2     | América de Cali | Campeonato colombiano (Torneo Apertura)     | Todos contra todos         |
| 29 de abril de 1990      | Cali    | Pascual Guerrero        | América de Cali | 0 - 0     | Deportivo Cali  | Campeonato colombiano (Torneo Apertura)     | Todos contra todos         |
| 5 de septiembre de 1990  | Cali    | Pascual Guerrero        | América de Cali | 0 - 0     | Deportivo Cali  | Campeonato colombiano (Torneo Finalización) | Todos contra todos         |
| 24 de octubre de 1990    | Cali    | Pascual Guerrero        | Deportivo Cali  | 2 - 2     | América de Cali | Campeonato colombiano (Torneo Finalización) | Todos contra todos         |
| 7 de noviembre de 1990   | Cali    | Pascual Guerrero        | América de Cali | 3 - 0     | Deportivo Cali  | Campeonato colombiano                       | Cuadrangulares semifinales |
| 21 de noviembre de 1990  | Cali    | Pascual Guerrero        | Deportivo Cali  | 2 - 0     | América de Cali | Campeonato colombiano                       | Cuadrangulares semifinales |
| 22 de marzo de 1991      | Cali    | Pascual Guerrero        | Deportivo Cali  | 3 - 1     | América de Cali | Campeonato colombiano (Torneo Apertura)     | Todos contra todos         |
| 28 de abril de 1991      | Cali    | Pascual Guerrero        | América de Cali | 1 - 1     | Deportivo Cali  | Campeonato colombiano (Torneo Apertura)     | Todos contra todos         |
| 4 de septiembre de 1991  | Cali    | Pascual Guerrero        | Deportivo Cali  | 0 - 1     | América de Cali | Campeonato colombiano (Torneo Finalización) | Todos contra todos         |
| 22 de octubre de 1991    | Cali    | Pascual Guerrero        | América de Cali | 3 - 2     | Deportivo Cali  | Campeonato colombiano (Torneo Finalización) | Todos contra todos         |
| 23 de febrero de 1992    | Cali    | Pascual Guerrero        | Deportivo Cali  | 1 - 1     | América de Cali | Campeonato colombiano (Torneo Apertura)     | Todos contra todos         |
| 23 de abril de 1992      | Cali    | Pascual Guerrero        | América de Cali | 1 - 1     | Deportivo Cali  | Campeonato colombiano (Torneo Apertura)     | Todos contra todos         |
| 8 de julio de 1992       | Cali    | Pascual Guerrero        | Deportivo Cali  | 0 - 0     | América de Cali | Campeonato colombiano (Torneo Finalización) | Todos contra todos         |
| 16 de septiembre de 1992 | Cali    | Pascual Guerrero        | América de Cali | 1 - 0     | Deportivo Cali  | Campeonato colombiano (Torneo Finalización) | Todos contra todos         |
| 2 de diciembre de 1992   | Cali    | Pascual Guerrero        | América de Cali | 0 - 1     | Deportivo Cali  | Campeonato colombiano                       | Cuadrangular final         |
| 16 de diciembre de 1992  | Cali    | Pascual Guerrero        | Deportivo Cali  | 1 - 3     | América de Cali | Campeonato colombiano                       | Cuadrangular final         |
| 28 de marzo de 1993      | Cali    | Pascual Guerrero        | Deportivo Cali  | 2 - 2     | América de Cali | Campeonato colombiano (Torneo Apertura)     | Todos contra todos         |
| 16 de mayo de 1993       | Cali    | Pascual Guerrero        | América de Cali | 2 - 0     | Deportivo Cali  | Campeonato colombiano (Torneo Apertura)     | Todos contra todos         |
| 14 de julio de 1993      | Cali    | Pascual Guerrero        | Deportivo Cali  | 1 - 1     | América de Cali | Campeonato colombiano (Torneo Finalización) | Todos contra todos         |
| 15 de septiembre de 1993 | Cali    | Pascual Guerrero        | América de Cali | 0 - 1     | Deportivo Cali  | Campeonato colombiano (Torneo Finalización) | Todos contra todos         |
| 14 de noviembre de 1993  | Cali    | Pascual Guerrero        | Deportivo Cali  | 0 - 4     | América de Cali | Campeonato colombiano                       | Cuadrangulares semifinales |
| 28 de noviembre de 1993  | Cali    | Pascual Guerrero        | América de Cali | 3 - 1     | Deportivo Cali  | Campeonato colombiano                       | Cuadrangulares semifinales |
| 23 de marzo de 1994      | Cali    | Pascual Guerrero        | América de Cali | 2 - 0     | Deportivo Cali  | Campeonato colombiano (Torneo Apertura)     | Todos contra todos         |
| 13 de abril de 1994      | Cali    | Pascual Guerrero        | Deportivo Cali  | 2 - 1     | América de Cali | Campeonato colombiano (Torneo Apertura)     | Todos contra todos         |
| 24 de julio de 1994      | Cali    | Pascual Guerrero        | Deportivo Cali  | 0 - 2     | América de Cali | Campeonato colombiano (Torneo Finalización) | Todos contra todos         |
| 9 de octubre de 1994     | Cali    | Pascual Guerrero        | América de Cali | 2 - 2     | Deportivo Cali  | Campeonato colombiano (Torneo Finalización) | Todos contra todos         |
| 12 de marzo de 1995      | Cali    | Pascual Guerrero        | América de Cali | 1 - 1     | Deportivo Cali  | Campeonato colombiano                       | Todos contra todos         |
| 7 de mayo de 1995        | Cali    | Pascual Guerrero        | Deportivo Cali  | 3 - 5     | América de Cali | Campeonato colombiano                       | Todos contra todos         |
| 7 de octubre de 1995     | Cali    | Pascual Guerrero        | América de Cali | 1 - 0     | Deportivo Cali  | Campeonato colombiano (Torneo Apertura)     | Todos contra todos         |
| 2 de diciembre de 1995   | Cali    | Pascual Guerrero        | Deportivo Cali  | 1 - 0     | América de Cali | Campeonato colombiano (Torneo Apertura)     | Todos contra todos         |
| 4 de febrero de 1996     | Cali    | Pascual Guerrero        | América de Cali | 0 - 0     | Deportivo Cali  | Campeonato colombiano (Torneo Finalización) | Todos contra todos         |
| 31 de marzo de 1996      | Cali    | Pascual Guerrero        | Deportivo Cali  | 1 - 2     | América de Cali | Campeonato colombiano (Torneo Finalización) | Todos contra todos         |
| 26 de mayo de 1996       | Cali    | Pascual Guerrero        | América de Cali | 2 - 0     | Deportivo Cali  | Campeonato colombiano                       | Cuadrangulares semifinales |
| 13 de junio de 1996      | Cali    | Pascual Guerrero        | Deportivo Cali  | 0 - 0     | América de Cali | Campeonato colombiano                       | Cuadrangulares semifinales |
| 23 de junio de 1996      | Cali    | Pascual Guerrero        | Deportivo Cali  | 2 - 1     | América de Cali | Campeonato colombiano                       | Cuadrangular final         |
| 14 de julio de 1996      | Cali    | Pascual Guerrero        | América de Cali | 0 - 0     | Deportivo Cali  | Campeonato colombiano                       | Cuadrangular final         |
| 18 de septiembre de 1996 | Cali    | Pascual Guerrero        | América de Cali | 1 - 3     | Deportivo Cali  | Campeonato colombiano (Torneo Apertura)     | Todos contra todos         |
| 2 de octubre de 1996     | Cali    | Pascual Guerrero        | Deportivo Cali  | 0 - 1     | América de Cali | Campeonato colombiano (Torneo Apertura)     | Todos contra todos         |
| 8 de diciembre de 1996   | Cali    | Pascual Guerrero        | Deportivo Cali  | 2 - 1     | América de Cali | Campeonato colombiano (Torneo Apertura)     | Todos contra todos         |
| 15 de enero de 1997      | Cali    | Pascual Guerrero        | América de Cali | 1 - 1     | Deportivo Cali  | Campeonato colombiano (Torneo Apertura)     | Todos contra todos         |
| 16 de marzo de 1997      | Cali    | Pascual Guerrero        | América de Cali | 0 - 0     | Deportivo Cali  | Campeonato colombiano (Torneo Finalización) | Todos contra todos         |
| 13 de abril de 1997      | Cali    | Pascual Guerrero        | Deportivo Cali  | 1 - 2     | América de Cali | Campeonato colombiano (Torneo Finalización) | Todos contra todos         |
| 18 de mayo de 1997       | Cali    | Pascual Guerrero        | América de Cali | 1 - 1     | Deportivo Cali  | Campeonato colombiano                       | Cuadrangular final         |
| 31 de mayo de 1997       | Cali    | Pascual Guerrero        | Deportivo Cali  | 0 - 3     | América de Cali | Campeonato colombiano                       | Cuadrangular final         |
| 9 de julio de 1997       | Cali    | Pascual Guerrero        | Deportivo Cali  | 2 - 0     | América de Cali | Campeonato colombiano (Torneo Adecuación)   | Todos contra todos         |
| 31 de agosto de 1997     | Cali    | Pascual Guerrero        | América de Cali | 2 - 1     | Deportivo Cali  | Campeonato colombiano (Torneo Adecuación)   | Todos contra todos         |
| 1 de febrero de 1998     | Cali    | Pascual Guerrero        | América de Cali | 2 - 2     | Deportivo Cali  | Campeonato colombiano (Torneo Apertura)     | Todos contra todos         |
| 10 de mayo de 1998       | Cali    | Pascual Guerrero        | América de Cali | 3 - 1     | Deportivo Cali  | Campeonato colombiano (Torneo Apertura)     | Cuadrangulares Regionales  |
| 28 de mayo de 1998       | Cali    | Pascual Guerrero        | Deportivo Cali  | 0 - 0     | América de Cali | Campeonato colombiano (Torneo Apertura)     | Cuadrangulares Regionales  |
| 19 de julio de 1998      | Cali    | Pascual Guerrero        | Deportivo Cali  | 1 - 1     | América de Cali | Campeonato colombiano (Torneo Apertura)     | Todos contra todos         |
| 25 de noviembre de 1998  | Cali    | Pascual Guerrero        | Deportivo Cali  | 3 - 1     | América de Cali | Campeonato colombiano                       | Cuadrangulares semifinales |
| 13 de diciembre de 1998  | Cali    | Pascual Guerrero        | América de Cali | 2 - 2     | Deportivo Cali  | Campeonato colombiano                       | Cuadrangulares semifinales |
| 7 de febrero de 1999     | Cali    | Pascual Guerrero        | América de Cali | 3 - 3     | Deportivo Cali  | Campeonato colombiano (Torneo Apertura)     | Todos contra todos         |
| 7 de marzo de 1999       | Cali    | Pascual Guerrero        | Deportivo Cali  | 0 - 3     | América de Cali | Campeonato colombiano (Torneo Apertura)     | Todos contra todos         |
| 10 de junio de 1999      | Cali    | Pascual Guerrero        | América de Cali | 4 - 1     | Deportivo Cali  | Campeonato colombiano (Torneo Apertura)     | Todos contra todos         |
| 20 de junio de 1999      | Cali    | Pascual Guerrero        | América de Cali | 2 - 1     | Deportivo Cali  | Campeonato colombiano (Torneo Apertura)     | Todos contra todos         |
| 7 de noviembre de 1999   | Cali    | Pascual Guerrero        | Deportivo Cali  | 3 - 1     | América de Cali | Campeonato colombiano (Torneo Finalización) | Todos contra todos         |
| 14 de noviembre de 1999  | Pereira | Hernán Ramírez Villegas | Deportivo Cali  | 2 - 0     | América de Cali | Campeonato colombiano (Torneo Finalización) | Todos contra todos         |

### Resultados entre 2000-2009
| Fecha                    | Ciudad  | Estadio                  | Local           | Resultado | Visitante       | Competición                                 | Instancia                  |
| ------------------------ | ------- | ------------------------ | --------------- | --------- | --------------- | ------------------------------------------- | -------------------------- |
| 16 de abril de 2000      | Palmira | Francisco Rivera Escobar | Deportivo Cali  | 0 - 1     | América de Cali | Campeonato colombiano (Torneo Apertura)     | Todos contra todos         |
| 10 de septiembre de 2000 | Cali    | Pascual Guerrero         | América de Cali | 1 - 1     | Deportivo Cali  | Campeonato colombiano (Torneo Finalización) | Todos contra todos         |
| 18 de febrero de 2001    | Cali    | Pascual Guerrero         | América de Cali | 0 - 1     | Deportivo Cali  | Campeonato colombiano (Torneo Apertura)     | Todos contra todos         |
| 24 de junio de 2001      | Cali    | Pascual Guerrero         | Deportivo Cali  | 4 - 1     | América de Cali | Campeonato colombiano (Torneo Apertura)     | Todos contra todos         |
| 12 de agosto de 2001     | Cali    | Pascual Guerrero         | Deportivo Cali  | 2 - 1     | América de Cali | Campeonato colombiano (Torneo Finalización) | Todos contra todos         |
| 1 de noviembre de 2001   | Cali    | Pascual Guerrero         | América de Cali | 1 - 0     | Deportivo Cali  | Campeonato colombiano (Torneo Finalización) | Todos contra todos         |
| 17 de febrero de 2002    | Cali    | Pascual Guerrero         | Deportivo Cali  | 2 - 1     | América de Cali | Torneo Apertura                             | Todos contra todos         |
| 1 de mayo de 2002        | Cali    | Pascual Guerrero         | América de Cali | 0 - 3     | Deportivo Cali  | Torneo Apertura                             | Todos contra todos         |
| 28 de julio de 2002      | Cali    | Pascual Guerrero         | América de Cali | 1 - 2     | Deportivo Cali  | Torneo Finalización                         | Todos contra todos         |
| 30 de octubre de 2002    | Cali    | Pascual Guerrero         | Deportivo Cali  | 2 - 1     | América de Cali | Torneo Finalización                         | Todos contra todos         |
| 23 de marzo de 2003      | Cali    | Pascual Guerrero         | América de Cali | 2 - 0     | Deportivo Cali  | Torneo Apertura                             | Todos contra todos         |
| 1 de mayo de 2003        | Cali    | Pascual Guerrero         | Deportivo Cali  | 1 - 0     | América de Cali | Torneo Apertura                             | Todos contra todos         |
| 14 de mayo de 2003       | Cali    | Pascual Guerrero         | Deportivo Cali  | 3 - 0     | América de Cali | Torneo Apertura                             | Cuadrangulares semifinales |
| 28 de mayo de 2003       | Cali    | Pascual Guerrero         | América de Cali | 0 - 3     | Deportivo Cali  | Torneo Apertura                             | Cuadrangulares semifinales |
| 14 de septiembre de 2003 | Cali    | Pascual Guerrero         | Deportivo Cali  | 0 - 0     | América de Cali | Torneo Finalización                         | Todos contra todos         |
| 29 de octubre de 2003    | Cali    | Pascual Guerrero         | América de Cali | 1 - 3     | Deportivo Cali  | Torneo Finalización                         | Todos contra todos         |
| 15 de febrero de 2004    | Cali    | Pascual Guerrero         | Deportivo Cali  | 3 - 1     | América de Cali | Torneo Apertura                             | Todos contra todos         |
| 21 de marzo de 2004      | Cali    | Pascual Guerrero         | América de Cali | 3 - 1     | Deportivo Cali  | Torneo Apertura                             | Todos contra todos         |
| 6 de agosto de 2004      | Cali    | Pascual Guerrero         | América de Cali | 3 - 0     | Deportivo Cali  | Torneo Finalización                         | Todos contra todos         |
| 15 de septiembre de 2004 | Cali    | Pascual Guerrero         | Deportivo Cali  | 0 - 1     | América de Cali | Torneo Finalización                         | Todos contra todos         |
| 20 de marzo de 2005      | Cali    | Pascual Guerrero         | Deportivo Cali  | 2 - 0     | América de Cali | Torneo Apertura                             | Todos contra todos         |
| 20 de abril de 2005      | Cali    | Pascual Guerrero         | América de Cali | 0 - 0     | Deportivo Cali  | Torneo Apertura                             | Todos contra todos         |
| 27 de julio de 2005      | Cali    | Pascual Guerrero         | América de Cali | 2 - 0     | Deportivo Cali  | Torneo Finalización                         | Todos contra todos         |
| 28 de agosto de 2005     | Cali    | Pascual Guerrero         | Deportivo Cali  | 1 - 2     | América de Cali | Torneo Finalización                         | Todos contra todos         |
| 17 de noviembre de 2005  | Cali    | Pascual Guerrero         | Deportivo Cali  | 0 - 0     | América de Cali | Torneo Finalización                         | Cuadrangulares semifinales |
| 4 de diciembre de 2005   | Cali    | Pascual Guerrero         | América de Cali | 2 - 2     | Deportivo Cali  | Torneo Finalización                         | Cuadrangulares semifinales |
| 4 de febrero de 2006     | Cali    | Pascual Guerrero         | América de Cali | 0 - 3     | Deportivo Cali  | Torneo Apertura                             | Todos contra todos         |
| 26 de marzo de 2006      | Cali    | Pascual Guerrero         | Deportivo Cali  | 1 - 1     | América de Cali | Torneo Apertura                             | Todos contra todos         |
| 16 de julio de 2006      | Cali    | Pascual Guerrero         | Deportivo Cali  | 2 - 1     | América de Cali | Torneo Finalización                         | Todos contra todos         |
| 9 de septiembre de 2006  | Cali    | Pascual Guerrero         | América de Cali | 1 - 3     | Deportivo Cali  | Torneo Finalización                         | Todos contra todos         |
| 18 de marzo de 2007      | Cali    | Pascual Guerrero         | Deportivo Cali  | 2 - 2     | América de Cali | Torneo Apertura                             | Todos contra todos         |
| 1 de abril de 2007       | Cali    | Pascual Guerrero         | América de Cali | 0 - 2     | Deportivo Cali  | Torneo Apertura                             | Todos contra todos         |
| 1 de septiembre de 2007  | Cali    | Pascual Guerrero         | América de Cali | 0 - 0     | Deportivo Cali  | Torneo Finalización                         | Todos contra todos         |
| 15 de septiembre de 2007 | Cali    | Pascual Guerrero         | Deportivo Cali  | 0 - 1     | América de Cali | Torneo Finalización                         | Todos contra todos         |
| 8 de marzo de 2008       | Cali    | Pascual Guerrero         | América de Cali | 0 - 1     | Deportivo Cali  | Torneo Apertura                             | Todos contra todos         |
| 22 de marzo de 2008      | Cali    | Pascual Guerrero         | Deportivo Cali  | 0 - 4     | América de Cali | Torneo Apertura                             | Todos contra todos         |
| 7 de mayo de 2008        | Cali    | Pascual Guerrero         | América de Cali | 0 - 1     | Deportivo Cali  | Copa Colombia                               | Fase de grupos             |
| 13 de agosto de 2008     | Cali    | Pascual Guerrero         | Deportivo Cali  | 1 - 0     | América de Cali | Copa Colombia                               | Fase de grupos             |
| 14 de agosto de 2008     | Cali    | Pascual Guerrero         | América de Cali | 2 - 0     | Deportivo Cali  | Copa Sudamericana                           | Segunda Fase               |
| 30 de agosto de 2008     | Cali    | Pascual Guerrero         | Deportivo Cali  | 2 - 0     | América de Cali | Torneo Finalización                         | Todos contra todos         |
| 16 de septiembre de 2008 | Cali    | Pascual Guerrero         | Deportivo Cali  | 1 - 0     | América de Cali | Copa Sudamericana                           | Segunda Fase               |
| 20 de septiembre de 2008 | Cali    | Pascual Guerrero         | América de Cali | 4 - 1     | Deportivo Cali  | Torneo Finalización                         | Todos contra todos         |
| 26 de noviembre de 2008  | Cali    | Pascual Guerrero         | Deportivo Cali  | 2 - 2     | América de Cali | Torneo Finalización                         | Cuadrangulares semifinales |
| 10 de diciembre de 2008  | Cali    | Pascual Guerrero         | América de Cali | 1 - 0     | Deportivo Cali  | Torneo Finalización                         | Cuadrangulares semifinales |
| 1 de marzo de 2009       | Cali    | Pascual Guerrero         | América de Cali | 0 - 1     | Deportivo Cali  | Torneo Apertura                             | Todos contra todos         |
| 22 de marzo de 2009      | Cali    | Pascual Guerrero         | Deportivo Cali  | 1 - 1     | América de Cali | Torneo Apertura                             | Todos contra todos         |
| 6 de mayo de 2009        | Cali    | Pascual Guerrero         | Deportivo Cali  | 0 - 3     | América de Cali | Copa Colombia                               | Fase de grupos             |
| 9 de agosto de 2009      | Cali    | Pascual Guerrero         | Deportivo Cali  | 3 - 2     | América de Cali | Torneo Finalización                         | Todos contra todos         |
| 12 de agosto de 2009     | Cali    | Pascual Guerrero         | América de Cali | 2 - 3     | Deportivo Cali  | Copa Colombia                               | Fase de grupos             |
| 13 de septiembre de 2009 | Cali    | Pascual Guerrero         | América de Cali | 3 - 1     | Deportivo Cali  | Torneo Finalización                         | Todos contra todos         |

### Resultados entre 2010-2019
| Fecha                    | Ciudad  | Estadio                  | Local           | Resultado | Visitante       | Competición         | Instancia                  |
| ------------------------ | ------- | ------------------------ | --------------- | --------- | --------------- | ------------------- | -------------------------- |
| 21 de marzo de 2010      | Cali    | Pascual Guerrero         | Deportivo Cali  | 1 - 1     | América de Cali | Torneo Apertura     | Todos contra todos         |
| 11 de abril de 2010      | Cali    | Pascual Guerrero         | América de Cali | 1 - 2     | Deportivo Cali  | Torneo Apertura     | Todos contra todos         |
| 28 de abril de 2010      | Cali    | Pascual Guerrero         | Deportivo Cali  | 1 - 1     | América de Cali | Copa Colombia       | Fase de grupos             |
| 4 de agosto de 2010      | Cali    | Sede Deportiva Cascajal  | América de Cali | 2 - 2     | Deportivo Cali  | Copa Colombia       | Fase de grupos             |
| 12 de septiembre de 2010 | Tuluá   | Doce de Octubre          | América de Cali | 1 - 2     | Deportivo Cali  | Torneo Finalización | Todos contra todos         |
| 10 de octubre de 2010    | Palmira | Deportivo Cali           | Deportivo Cali  | 6 - 3     | América de Cali | Torneo Finalización | Todos contra todos         |
| 2 de abril de 2011       | Tuluá   | Doce de Octubre          | América de Cali | 2 - 3     | Deportivo Cali  | Torneo Apertura     | Todos contra todos         |
| 27 de abril de 2011      | Palmira | Francisco Rivera Escobar | América de Cali | 0 - 0     | Deportivo Cali  | Copa Colombia       | Fase de grupos             |
| 7 de mayo de 2011        | Palmira | Deportivo Cali           | Deportivo Cali  | 0 - 1     | América de Cali | Torneo Apertura     | Todos contra todos         |
| 7 de julio de 2011       | Palmira | Deportivo Cali           | Deportivo Cali  | 3 - 0     | América de Cali | Copa Colombia       | Fase de grupos             |
| 28 de septiembre de 2011 | Cali    | Pascual Guerrero         | Deportivo Cali  | 2 - 0     | América de Cali | Torneo Finalización | Todos contra todos         |
| 16 de noviembre de 2011  | Cali    | Pascual Guerrero         | América de Cali | 0 - 1     | Deportivo Cali  | Torneo Finalización | Todos contra todos         |
| 14 de marzo de 2012      | Cali    | Pascual Guerrero         | América de Cali | 1 - 0     | Deportivo Cali  | Copa Colombia       | Fase de grupos             |
| 23 de mayo de 2012       | Cali    | Pascual Guerrero         | Deportivo Cali  | 0 - 0     | América de Cali | Copa Colombia       | Fase de grupos             |
| 13 de marzo de 2013      | Cali    | Pascual Guerrero         | América de Cali | 2 - 0     | Deportivo Cali  | Copa Colombia       | Fase de grupos             |
| 8 de mayo de 2013        | Palmira | Deportivo Cali           | Deportivo Cali  | 1 - 0     | América de Cali | Copa Colombia       | Fase de grupos             |
| 6 de julio de 2014       | Cali    | Pascual Guerrero         | América de Cali | 2 - 2     | Deportivo Cali  | Copa Colombia       | Fase de grupos             |
| 14 de agosto de 2014     | Cali    | Pascual Guerrero         | Deportivo Cali  | 0 - 0     | América de Cali | Copa Colombia       | Fase de grupos             |
| 5 de marzo de 2015       | Palmira | Deportivo Cali           | Deportivo Cali  | 2 - 0     | América de Cali | Copa Colombia       | Fase de grupos             |
| 30 de abril de 2015      | Bogotá  | Metropolitano de Techo   | América de Cali | 3 - 3     | Deportivo Cali  | Copa Colombia       | Fase de grupos             |
| 28 de julio de 2016      | Palmira | Deportivo Cali           | Deportivo Cali  | 2 - 1     | América de Cali | Copa Colombia       | Octavos de final           |
| 11 de agosto de 2016     | Cali    | Pascual Guerrero         | América de Cali | 1 - 1     | Deportivo Cali  | Copa Colombia       | Octavos de final           |
| 19 de marzo de 2017      | Palmira | Deportivo Cali           | Deportivo Cali  | 2 - 1     | América de Cali | Torneo Apertura     | Todos contra todos         |
| 12 de abril de 2017      | Cali    | Pascual Guerrero         | América de Cali | 3 - 3     | Deportivo Cali  | Copa Colombia       | Fase de grupos             |
| 19 de abril de 2017      | Cali    | Pascual Guerrero         | América de Cali | 3 - 0     | Deportivo Cali  | Torneo Apertura     | Todos contra todos         |
| 24 de mayo de 2017       | Cali    | Pascual Guerrero         | Deportivo Cali  | 1 - 0     | América de Cali | Copa Colombia       | Fase de grupos             |
| 8 de junio de 2017       | Cali    | Pascual Guerrero         | América de Cali | 0 - 0     | Deportivo Cali  | Torneo Apertura     | Semifinales                |
| 11 de junio de 2017      | Palmira | Deportivo Cali           | Deportivo Cali  | 2 - 0     | América de Cali | Torneo Apertura     | Semifinales                |
| 10 de agosto de 2017     | Cali    | Pascual Guerrero         | América de Cali | 0 - 1     | Deportivo Cali  | Copa Colombia       | Cuartos de final           |
| 24 de agosto de 2017     | Palmira | Deportivo Cali           | Deportivo Cali  | 0 - 0     | América de Cali | Copa Colombia       | Cuartos de final           |
| 27 de agosto de 2017     | Cali    | Pascual Guerrero         | América de Cali | 0 - 1     | Deportivo Cali  | Torneo Finalización | Todos contra todos         |
| 28 de octubre de 2017    | Palmira | Deportivo Cali           | Deportivo Cali  | 0 - 0     | América de Cali | Torneo Finalización | Todos contra todos         |
| 14 de abril de 2018      | Cali    | Pascual Guerrero         | América de Cali | 2 - 1     | Deportivo Cali  | Torneo Apertura     | Todos contra todos         |
| 18 de octubre de 2018    | Palmira | Deportivo Cali           | Deportivo Cali  | 1 - 0     | América de Cali | Torneo Finalización | Todos contra todos         |
| 16 de marzo de 2019      | Palmira | Deportivo Cali           | Deportivo Cali  | 0 - 1     | América de Cali | Torneo Apertura     | Todos contra todos         |
| 14 de abril de 2019      | Cali    | Pascual Guerrero         | América de Cali | 0 - 1     | Deportivo Cali  | Torneo Apertura     | Todos contra todos         |
| 8 de septiembre de 2019  | Cali    | Pascual Guerrero         | América de Cali | 2 - 1     | Deportivo Cali  | Torneo Finalización | Todos contra todos         |
| 6 de octubre de 2019     | Palmira | Deportivo Cali           | Deportivo Cali  | 3 - 2     | América de Cali | Torneo Finalización | Todos contra todos         |
| 17 de noviembre de 2019  | Cali    | Pascual Guerrero         | América de Cali | 1 - 0     | Deportivo Cali  | Torneo Finalización | Cuadrangulares semifinales |
| 20 de noviembre de 2019  | Palmira | Deportivo Cali           | Deportivo Cali  | 2 - 1     | América de Cali | Torneo Finalización | Cuadrangulares semifinales |

### Resultados entre 2020-2029
| Fecha                    | Ciudad  | Estadio          | Local           | Resultado | Visitante       | Competición           | Instancia          |
| ------------------------ | ------- | ---------------- | --------------- | --------- | --------------- | --------------------- | ------------------ |
| 8 de febrero de 2020     | Palmira | Deportivo Cali   | Deportivo Cali  | 2 - 1     | América de Cali | Campeonato colombiano | Todos contra todos |
| 29 de febrero de 2020    | Cali    | Pascual Guerrero | América de Cali | 1 - 1     | Deportivo Cali  | Campeonato colombiano | Todos contra todos |
| 11 de marzo de 2021      | Palmira | Deportivo Cali   | Deportivo Cali  | 0 - 2     | América de Cali | Torneo Apertura       | Todos contra todos |
| 8 de septiembre de 2021  | Cali    | Pascual Guerrero | América de Cali | 2 - 2     | Deportivo Cali  | Copa Colombia         | Cuartos de final   |
| 11 de septiembre de 2021 | Palmira | Deportivo Cali   | Deportivo Cali  | 0 - 1     | América de Cali | Torneo Finalización   | Todos contra todos |
| 15 de septiembre de 2021 | Palmira | Deportivo Cali   | Deportivo Cali  | 1 - 0     | América de Cali | Copa Colombia         | Cuartos de final   |
| 16 de octubre de 2021    | Cali    | Pascual Guerrero | América de Cali | 1 - 1     | Deportivo Cali  | Torneo Finalización   | Todos contra todos |
| 5 de marzo de 2022       | Palmira | Deportivo Cali   | Deportivo Cali  | 0 - 1     | América de Cali | Torneo Apertura       | Todos contra todos |
| 17 de abril de 2022      | Cali    | Pascual Guerrero | América de Cali | 1 - 1     | Deportivo Cali  | Torneo Apertura       | Todos contra todos |
| 4 de septiembre de 2022  | Cali    | Pascual Guerrero | América de Cali | 1 - 0     | Deportivo Cali  | Torneo Finalización   | Todos contra todos |
| 9 de octubre de 2022     | Palmira | Deportivo Cali   | Deportivo Cali  | 1 - 0     | América de Cali | Torneo Finalización   | Todos contra todos |
| 26 de marzo de 2023      | Palmira | Deportivo Cali   | Deportivo Cali  | 1 - 1     | América de Cali | Torneo Apertura       | Todos contra todos |
| 30 de abril de 2023      | Cali    | Pascual Guerrero | América de Cali | 5 - 2     | Deportivo Cali  | Torneo Apertura       | Todos contra todos |
| 10 de septiembre de 2023 | Cali    | Pascual Guerrero | América de Cali | 3 - 0     | Deportivo Cali  | Torneo Finalización   | Todos contra todos |
| 15 de octubre de 2023    | Palmira | Deportivo Cali   | Deportivo Cali  | 0 - 0     | América de Cali | Torneo Finalización   | Todos contra todos |
| 12 de abril de 2024      | Palmira | Deportivo Cali   | Deportivo Cali  | 1 - 1     | América de Cali | Torneo Apertura       | Todos contra todos |
| 17 de octubre de 2024    | Cali    | Pascual Guerrero | América de Cali | 2 - 0     | Deportivo Cali  | Copa Colombia         | Cuartos de final   |
| 23 de octubre de 2024    | Palmira | Deportivo Cali   | Deportivo Cali  | 0 - 0     | América de Cali | Copa Colombia         | Cuartos de final   |
| 3 de noviembre de 2024   | Cali    | Pascual Guerrero | América de Cali | 0 - 1     | Deportivo Cali  | Torneo Finalización   | Todos contra todos |
| 24 de marzo de 2025      | Palmira | Deportivo Cali   | Deportivo Cali  | 1 - 1     | América de Cali | Torneo Apertura       | Todos contra todos |
| 27 de abril de 2025      | Cali    | Pascual Guerrero | América de Cali | 2 - 0     | Deportivo Cali  | Torneo Apertura       | Todos contra todos |

## Palmarés
- Datos actualizados hasta el 22 de diciembre de 2021.

Respecto al palmarés, existe una amplia distancia en títulos oficiales entre ambos clubes, ya que América de Cali aventaja por cinco en la totalidad de títulos a Deportivo Cali, en cuanto a ligas ganadas América de Cali también lo aventaja por cinco campeonatos. En la siguiente tabla se muestran los torneos y la cantidad de logros de ambos equipos vallecaucanos:
| América de Cali | 15 | 0 | 0 | 1 | 1 | 17 |
| Deportivo Cali | 10 | 1 | 1 | - | - | 12 |
| Datos actualizados a la consecución de un último título por parte de alguno de los implicados el 22 de diciembre de 2021. |    |   |   |   |   |    |

Nota: competiciones de izquierda a derecha: Categoría Primera A, Copa Colombia, Superliga de Colombia, Copa Merconorte, Copa Simón Bolívar.

## Historial
- Actualizado el 27 de abril de 2025.

| Competencia         | PJ  | GA  | E   | GC  | GolA | GolC |
| ------------------- | --- | --- | --- | --- | ---- | ---- |
| Categoría Primera A | 308 | 100 | 97  | 111 | 386  | 389  |
| Copa Colombia       | 28  | 5   | 12  | 11  | 27   | 33   |
| Copa Libertadores   | 7   | 2   | 2   | 3   | 7    | 10   |
| Copa Sudamericana   | 2   | 1   | 0   | 1   | 2    | 1    |
| Total               | 345 | 108 | 111 | 126 | 422  | 433  |

- Enfrentamientos por copas internacionales[49]

| Motivo                 | PJ | GA | E | GC | CGol | AGol |
| ---------------------- | -- | -- | - | -- | ---- | ---- |
| Copa Libertadores 1970 | 2  | 0  | 0 | 2  | 8    | 4    |
| Copa Libertadores 1986 | 2  | 1  | 1 | 0  | 0    | 1    |
| Copa Libertadores 1987 | 3  | 1  | 1 | 1  | 2    | 2    |
| Copa Sudamericana 2008 | 2  | 1  | 0 | 1  | 1    | 2    |
| TOTALES                | 9  | 3  | 2 | 4  | 11   | 9    |

| PJ: partidos jugados |
| GA: ganador América  |
| GC: ganador Cali     |
| E: empate            |
| AGol: América goles  |
| CGol: Cali goles     |

Nota: en 1987 por la Copa Libertadores América y Cali jugaron dos clásicos, el primero con triunfo 1-0 para el rojo y el segundo con victoria verde 2-1. Al presentarse una igualdad total en partidos ganados, puntos y diferencia de goles, se hace necesario un tercer partido para definir el clasificado a la semifinal. Ese juego terminó igualado 0-0 y en la definición por penales América vence 4-2 al Cali.

## Clásico Femenino
La rivalidad entre las secciones femeninas de  América y  Deportivo Cali, se ha convertido en un auténtico clásico debido principalmente al nivel mostrado por los clubes en los últimos años, sus logros alcanzados a nivel nacional e internacional y la calidad de sus nóminas.
Los enfrentamientos entre las secciones han sido recurrentes en instancias definitivas del campeonato, torneos regionales y Copa Libertadores; como resultado de lo anterior Cali y Valle del Cauca se han convertido en la región con más campeonatos en la rama femenina y sus clubes profesionales han logrado un importante lugar en el desarrollo de la liga y los seleccionados nacionales. A nivel fanaticada el clásico también ha logrado sobresalir, siendo el actual récord de asistencia en un partido femenino de liga; durante el desarrollo de la final en la temporada 2022 el clásico alcanzó una asistencia récord de aproximadamente 37.100 espectadores siendo el primero de Colombia y Sudamérica, así como el undécimo registro a nivel mundial.
La temporada 2022 tiene el récord de enfrentamientos entre los dos clubes sumando todas las competiciones se dieron 7 cruces por torneos oficiales 3 de ellos instancias definitivas generando así un cada vez más numeroso y reñido historial, en comparación con otros clásicos de la rama femenina a nivel nacional. 

### Historial de partidos disputados

#### Resultados Torneos Nacionales
| Fecha                   | Ciudad  | Estadio          | Local           | Resultado | Visitante       | Competición      | Instancia                  |
| ----------------------- | ------- | ---------------- | --------------- | --------- | --------------- | ---------------- | -------------------------- |
| 20 de julio de 2019     | Palmira | Deportivo Cali   | Deportivo Cali  | 0 - 3     | América de Cali | Liga Profesional | Fase de grupos             |
| 10 de agosto de 2019    | Cali    | Pascual Guerrero | América de Cali | 3 - 2     | Deportivo Cali  | Liga Profesional | Fase de grupos             |
| 27 de octubre de 2020   | Cali    | Pascual Guerrero | América de Cali | 2 - 0     | Deportivo Cali  | Liga Profesional | Fase de grupos             |
| 16 de noviembre de 2020 | Palmira | Deportivo Cali   | Deportivo Cali  | 3 - 0     | América de Cali | Liga Profesional | Fase de grupos             |
| 16 de julio de 2021     | Palmira | Deportivo Cali   | Deportivo Cali  | 1 - 0     | América de Cali | Liga Profesional | Fase de grupos             |
| 11 de agosto de 2021    | Cali    | Pascual Guerrero | América de Cali | 2 - 2     | Deportivo Cali  | Liga Profesional | Fase de grupos             |
| 2 de abril de 2022      | Palmira | Deportivo Cali   | Deportivo Cali  | 0 - 4     | América de Cali | Liga Profesional | Todos contra todos         |
| 2 de junio de 2022      | Palmira | Deportivo Cali   | Deportivo Cali  | 2 - 1     | América de Cali | Liga Profesional | Final Ida                  |
| 5 de junio de 2022      | Cali    | Pascual Guerrero | América de Cali | 3 - 1     | Deportivo Cali  | Liga Profesional | Final Vuelta               |
| 30 de abril de 2023     | Cali    | Pascual Guerrero | América de Cali | 5 - 0     | Deportivo Cali  | Liga Profesional | Todos contra todos         |
| 23 de marzo de 2024     | Cali    | Pascual Guerrero | América de Cali | 2 - 1     | Deportivo Cali  | Liga Profesional | Todos contra todos         |
| 20 de junio de 2024     | Palmira | Pascual Guerrero | América de Cali | 2 - 1     | Deportivo Cali  | Liga Profesional | Cuadrangulares Semifinales |
| 4 de julio de 2024      | Palmira | Deportivo Cali   | Deportivo Cali  | 2 - 0     | América de Cali | Liga Profesional | Cuadrangulares Semifinales |
| 1 de marzo de 2025      | Palmira | Deportivo Cali   | Deportivo Cali  | 0 - 1     | América de Cali | Liga Profesional | Todos contra todos         |
| 12 de junio de 2025     | Cali    | Pascual Guerrero | América de Cali | 0 - 2     | Deportivo Cali  | Liga Profesional | Todos contra todos         |

##### Resultados Torneos Internacionales
| Fecha                 | Ciudad | Estadio                     | Local          | Resultado | Visitante       | Competición       | Instancia    |
| --------------------- | ------ | --------------------------- | -------------- | --------- | --------------- | ----------------- | ------------ |
| 28 de octubre de 2022 | Quito  | Estadio Rodrigo Paz Delgado | Deportivo Cali | 0 - 5     | América de Cali | Copa Libertadores | Tercer lugar |

##### Resultados Torneos Regionales
| Fecha                   | Ciudad | Estadio                    | Local           | Resultado | Visitante       | Competición       | Instancia    |
| ----------------------- | ------ | -------------------------- | --------------- | --------- | --------------- | ----------------- | ------------ |
| 3 de diciembre de 2020  | Pance  | Sede Deportivo Cali        | Deportivo Cali  | 1 - 1     | América de Cali | Copa Telepacifico | Primera Fase |
| 13 de diciembre de 2022 | Yumbo  | Estadio Municipal de Yumbo | América de Cali | 3 - 2     | Deportivo Cali  | Copa Telepacifico | Final        |

##### Resultados Amistosos
| Fecha                    | Ciudad | Estadio          | Local          | Resultado | Visitante       | Competición     | Instancia    |
| ------------------------ | ------ | ---------------- | -------------- | --------- | --------------- | --------------- | ------------ |
| 19 de septiembre de 2022 | Cali   | Pascual Guerrero | Deportivo Cali | 1 - 0     | América de Cali | Copa Idolas     | Primera Fase |
| 1 de marzo de 2024       | Cali   | Pascual Guerrero | Deportivo Cali | 0 - 1     | América de Cali | The Women's Cup | Tercer lugar |

### Palmarés
- Datos actualizados hasta el 16 de agosto de 2024.

Respecto al palmarés, existe una pequeña distancia en títulos oficiales entre ambos clubes, ya que América de Cali iguala con dos Ligas Femeninas la totalidad de títulos a Deportivo Cali. En la siguiente tabla se muestran los torneos y la cantidad de logros de ambos equipos vallecaucanos:
| América de Cali | 2 | 0 | 2 |
| Deportivo Cali | 2 | 0 | 2 |
| Datos actualizados a la consecución de un último título por parte de alguno de los implicados el 16 de agosto de 2024. |   |   |   |

Nota: competiciones de izquierda a derecha: Liga Profesional Femenina de Fútbol de Colombia, Copa Libertadores de América Femenina.

### Historial
- Actualizado el 12 de junio de 2025.

| Competencia                           | PJ | GA | E | GC | GolA | GolC |
| ------------------------------------- | -- | -- | - | -- | ---- | ---- |
| Liga Femenina                         | 15 | 9  | 1 | 5  | 28   | 17   |
| Copa Libertadores de América Femenina | 1  | 1  | 0 | 0  | 5    | 0    |
| Total                                 | 16 | 10 | 1 | 5  | 33   | 17   |

- Enfrentamientos por copas internacionales[49]

| Motivo                          | PJ | GA | E | GC | CGol | AGol |
| ------------------------------- | -- | -- | - | -- | ---- | ---- |
| Copa Libertadores Femenina 2022 | 1  | 1  | 0 | 0  | 5    | 0    |
| TOTALES                         | 1  | 1  | 0 | 0  | 5    | 0    |

| PJ: partidos jugados |
| GA: ganador América  |
| GC: ganador Cali     |
| E: empate            |
| AGol: América goles  |
| CGol: Cali goles     |